# Équipe cycliste Groupama-FDJ
Cet article concerne l'équipe World Tour. Pour l'équipe continentale, voir Équipe cycliste continentale Groupama-FDJ.
Pour les articles homonymes, voir Groupama et FDJ.

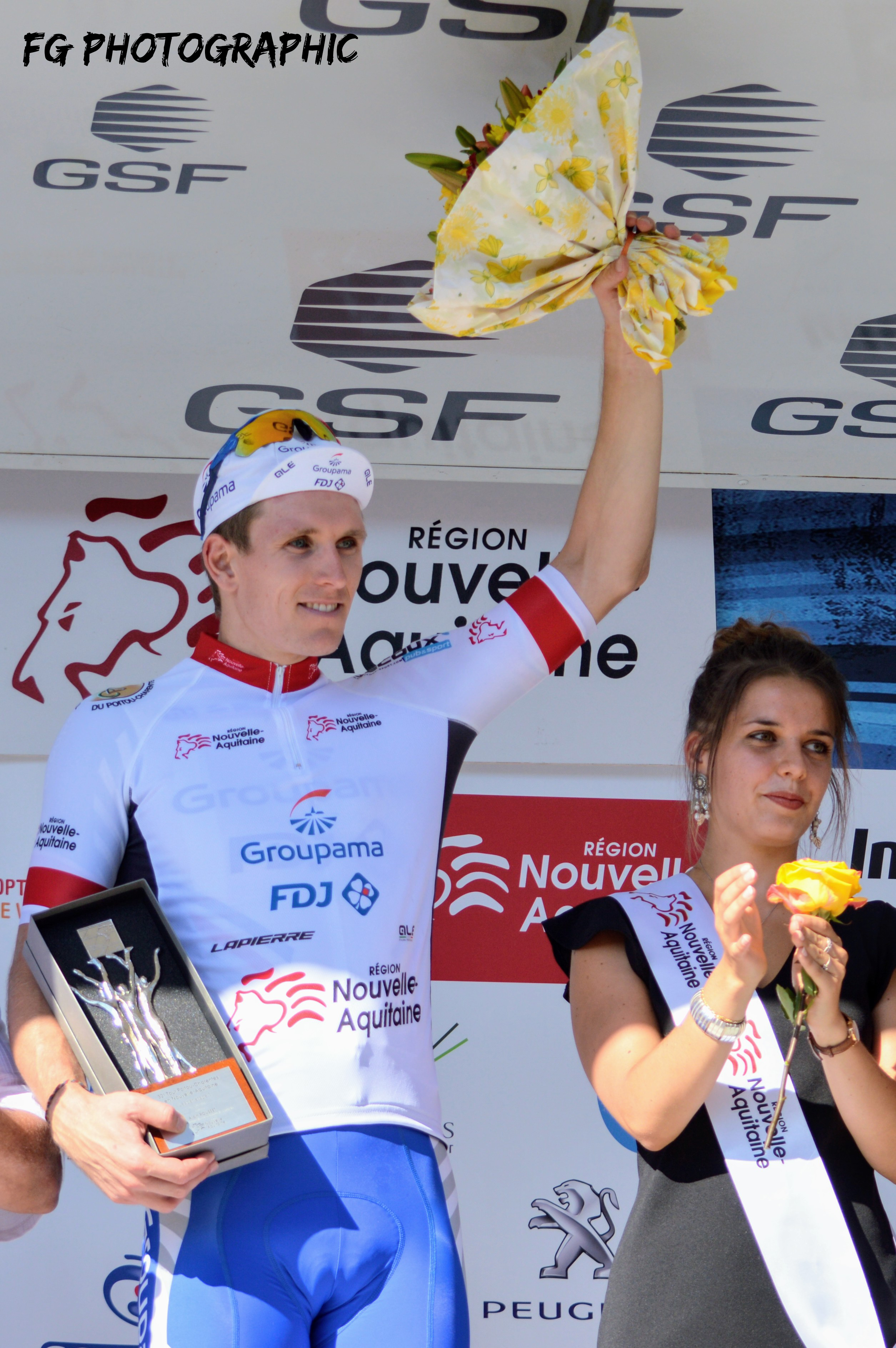
Arnaud Démare - Août 2018

L’équipe cycliste Groupama-FDJ est une équipe française de cyclisme professionnel sur route créée en 1997. Elle a le statut d'équipe World Tour depuis 2012. Depuis sa création, elle est financée par la société de loterie nationale française, la Française des jeux, qui est rejointe en 2018 par la société d'assurance Groupama. Elle est dirigée par l'ancien coureur Marc Madiot.
Elle a notamment brillé lors de sa première année, remportant le classement de la Coupe du monde grâce aux victoires de Frédéric Guesdon dans Paris-Roubaix et de Davide Rebellin dans la Classique de Saint-Sébastien et le Grand Prix de Zurich. Par la suite, Guesdon en 2006 et Philippe Gilbert en 2008 remportent Paris-Tours, Arnaud Démare gagne Milan-San Remo en 2016 et Thibaut Pinot le Tour de Lombardie 2018. Sur les grands tours, Pinot a obtenu la troisième place sur le Tour de France 2014.
L'équipe a également compté dans ses rangs Baden Cooke, Bradley McGee ou Sandy Casar.
Une équipe continentale et une équipe féminine sont aussi liées à la structure.

## Direction et encadrement

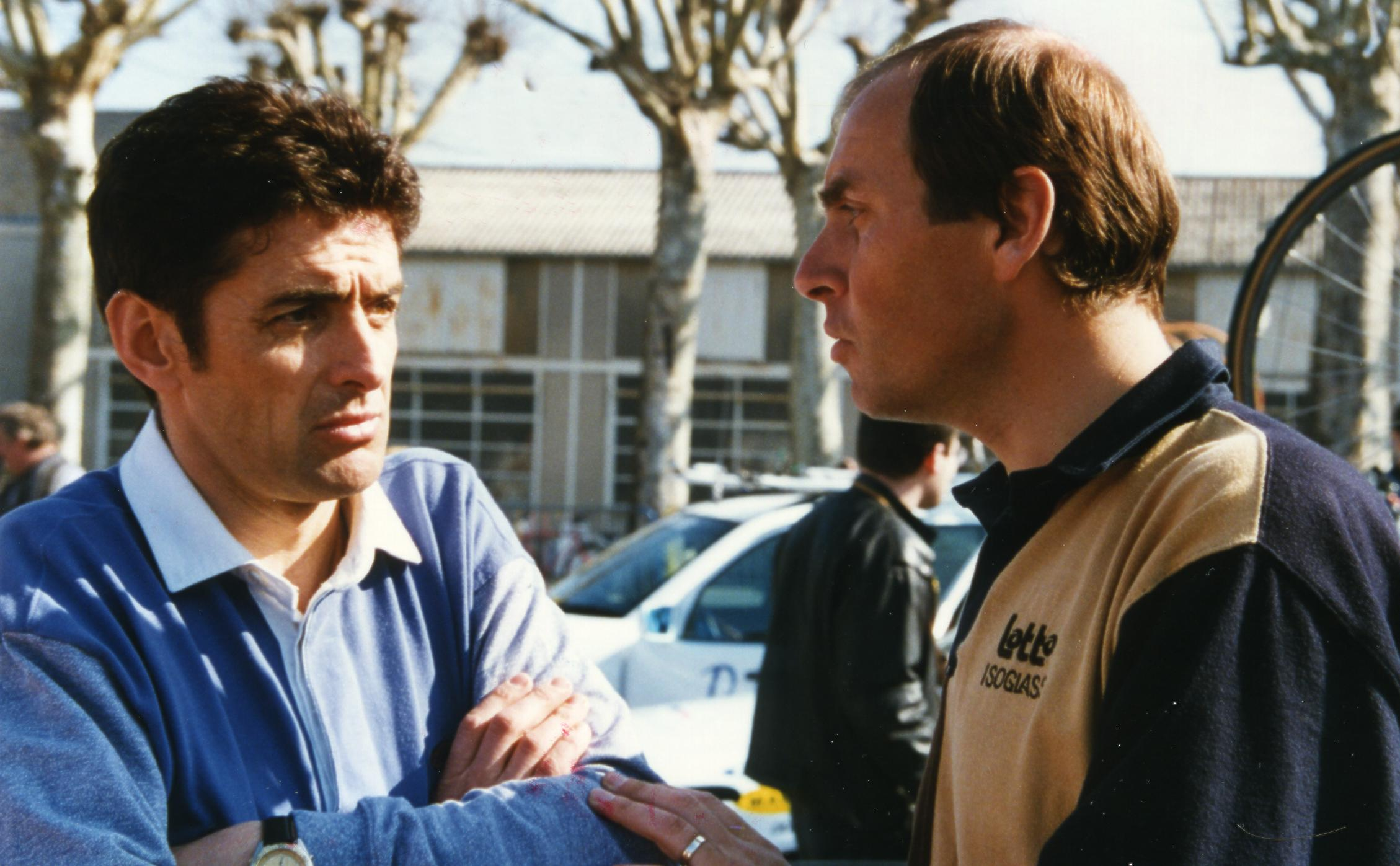
Marc Madiot (à gauche), avec Jean-Luc Vandenbroucke en 1997

L'équipe FDJ est gérée par la société de gestion de l'Échappée, filiale de la Française des jeux. Marc Madiot en est le manager depuis sa création. Il a été coureur professionnel de 1980 à 1994 et a notamment remporté deux fois Paris-Roubaix, en 1985 et 1991.
L'encadrement sportif de l'équipe comprend quatre directeurs sportifs : Yvon Madiot, frère de Marc, présent depuis 1997, Franck Pineau, arrivé en août 2000, Martial Gayant recruté l'année suivante et Thierry Bricaud arrivé en 2006. Alain Gallopin a occupé ce poste de 1997 à 2000. Depuis 2013, Frédéric Guesdon est directeur sportif adjoint (de Martial Gayant).
Frédéric Grappe est entraîneur de l'équipe depuis 2000. Jacques Decrion est entraîneur entre 2006 et 2014. L'équipe actuelle d'entraîneur est composé de : Frédéric Grappe, directeur du pôle performance, Julien Pinot, frère de Thibaut, entraîneur depuis 2012, David Han et Sébastien Joly, tous deux arrivés en 2015.

## Sponsors et financement

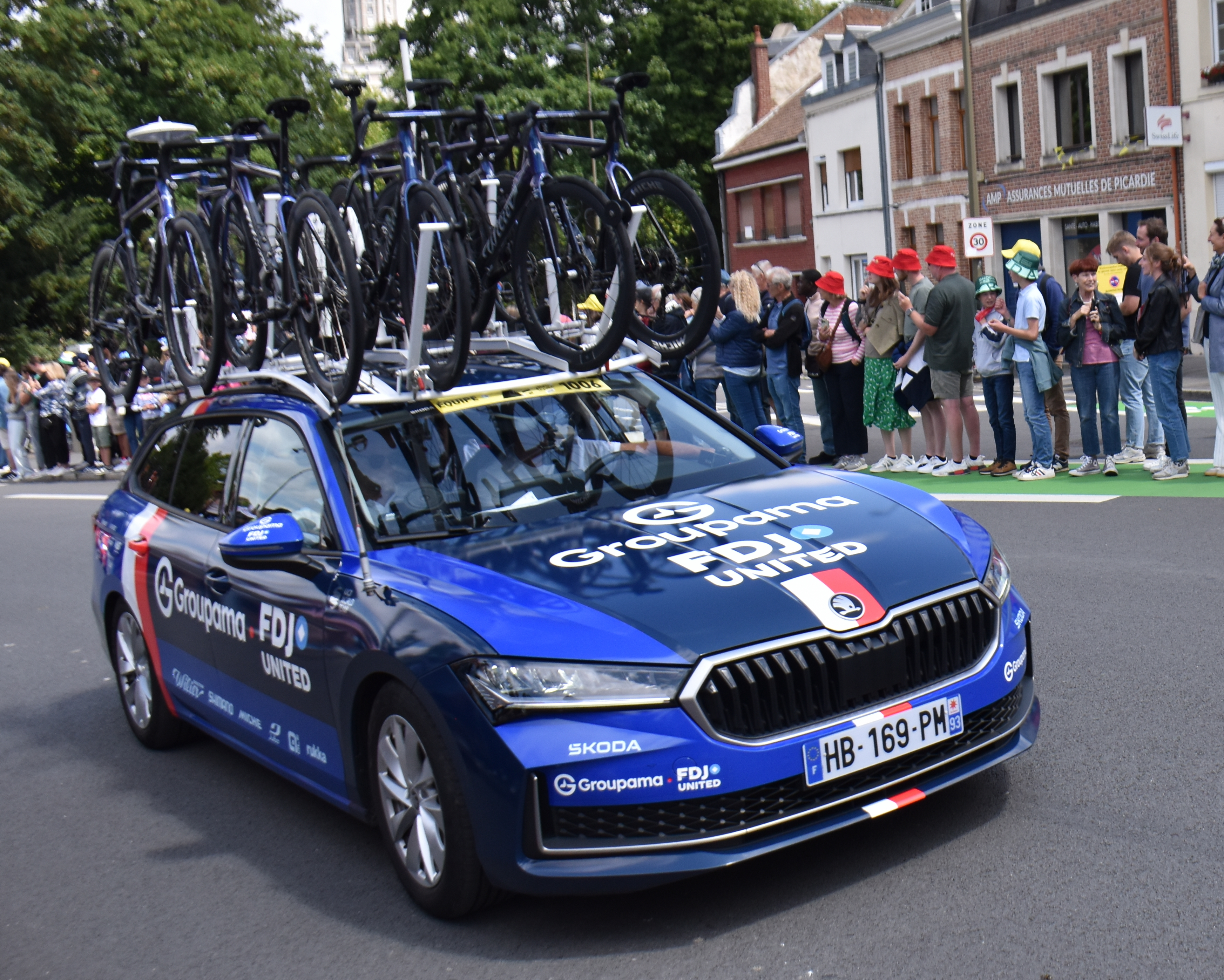
Tour de France 2025 -Véhicule Groupama - FDJ.

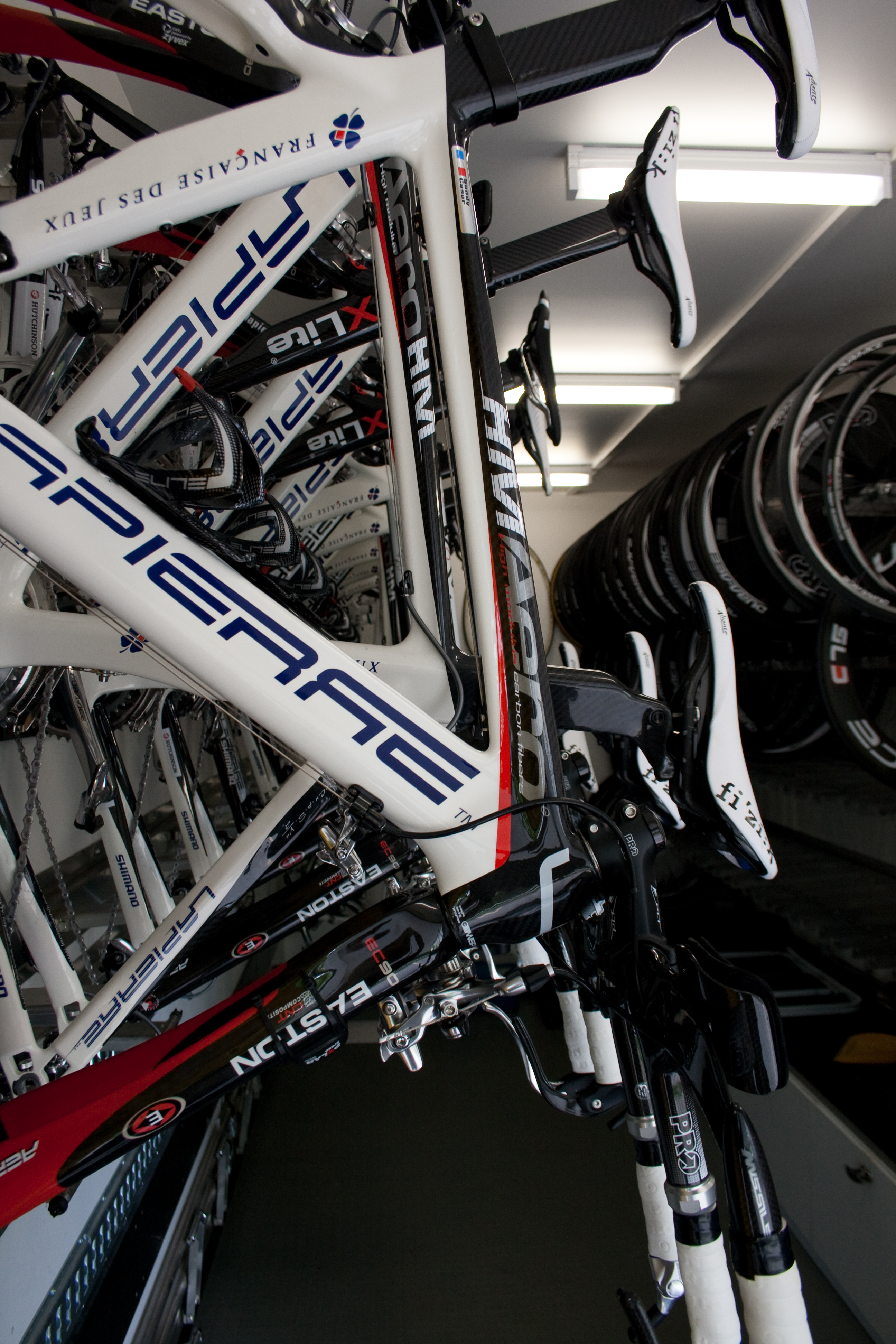
Vélos de l'équipe lors du Tour de Romandie 2009

L'équipe est sponsorisée depuis sa création en 1997 par la Française des jeux, entreprise publique française de jeux de loterie et de paris sportifs, avec comme appellation d'équipe La Française des jeux. Un premier rapprochement entre Marc Madiot et la Française des jeux avait échoué en 1995, le secrétariat d'État au Budget n'ayant pas donné son aval. L'engagement initial de la Française des jeux portait sur trois années, pour un budget annuel de 25 à 30 millions de francs. Il a depuis été renouvelé à plusieurs reprises. La Française des jeux est engagée jusqu'en 2016.
De juillet 2002 à la fin de l'année 2004, l'équipe a porté le nom de Fdjeux.com, la Française des jeux souhaitant ainsi promouvoir son site internet. Puis de 2005 à juin 2010, elle retrouve le nom de La Française des jeux. En juillet 2010, le nom de l'équipe devient FDJ.
En novembre 2011, quelques jours après que la FDJ est admise en World Tour pour la saison 2012, le vendeur de matériaux BigMat s'associe à l'équipe comme sponsor secondaire, de ce fait, la structure s'appelle donc FDJ-BigMat. Grâce à ce nouveau financement, l’équipe voit son budget augmenter de 2 millions d'euros, atteignant au total 8,5 millions d'euros.
De 1997 à 2001, l'équipe La Française des jeux a roulé sur des vélos Gitane,. De 2002 à 2023, elle est équipée par les cycles Lapierre,. Wilier Triestina devient le fournisseur de cycles à partir de 2024. L'équipe est aussi sponsorisée par Shimano, b'Twin, Pro, Icepeak, Elite, Uvex, Schwalb, Médilast, Morgan Blue, Fi'zi :k, Polar, Ozone, Zéfal, Cristaline.
Début 2013, b'Twin devient partenaire textile de l'équipe qui reprend le nom de FDJ. Le 21 juin 2013, l'équipe annonce que le nom de celle-ci deviendra FDJ.fr à partir du départ le 29 juin du Tour de France de cette même année afin de promouvoir leur site internet de paris en ligne.
Pour la Saison 2013 de l'équipe cycliste FDJ.fr, son budget est de 10 millions d'euros,.
L'équipe reprend le nom de FDJ pour la saison 2015. En 2018, Groupama devient sponsor de l'équipe qui change de nom pour devenir Groupama-FDJ et augmente son budget de 30 %.

## Histoire de l'équipe

### 1995-1996: création de l'équipe
L'ancien coureur Marc Madiot met fin à sa propre carrière en 1994, à l'âge de 35 ans, après une chute sur Paris-Roubaix, une course qu'il a remportée deux fois (en 1985 et 1991 et une autre fois chez les amateurs en 1979). Il annonce rapidement son intention de créer sa propre équipe.
La création d'une équipe cycliste financée par la Française des jeux et dirigée par Madiot est envisagée à partir de 1995, pour une arrivée dans les pelotons en 1996. Madiot tente en vain de recruter les coureurs français les plus populaires du moment, Laurent Jalabert, Richard Virenque, Luc Leblanc. Le Danois Bjarne Riis, troisième du Tour de France est également approché pour devenir leader de l'équipe. En septembre, après un avis négatif du secrétariat d'État au Budget, autorité de tutelle de la Française des jeux, celle-ci renonce à ce projet,. C'est finalement en juin 1996 que la Française des jeux obtient l'autorisation de s'engager pour trois ans dans le financement d'une équipe cycliste, dirigée par Madiot. Madiot raconte : « C'était le moment d’une grande crise dans le cyclisme professionnel français. En 1996, le championnat national était ouvert aux amateurs car il n'y avait pas assez de pros pour participer à la course. Il n'y avait qu'une seule équipe en première division (Gan). Les jeunes talents n'avaient pas d'avenir. Ils ne devenaient même pas pro. Une génération avait été sacrifiée. Il y avait un réel besoin d'une nouvelle équipe. Les deux premiers coureurs que j'ai signés avaient 19 ans : Nicolas Vogondy et Damien Nazon ». Cependant, dans le même temps, l'équipe Cofidis apparaît dans les pelotons, tandis que l'équipe de Vincent Lavenu voit l'arrivée de Casino comme nouveau sponsor. De ce fait, Madiot fait face à une concurrence accrue pour recruter des coureurs français et doit compléter son effectif en signant des coureurs étrangers comme Davide Rebellin, Mauro Gianetti, Max Sciandri et Andrea Peron.

### 1997: première saison, victoire au classement par équipes de la Coupe du monde

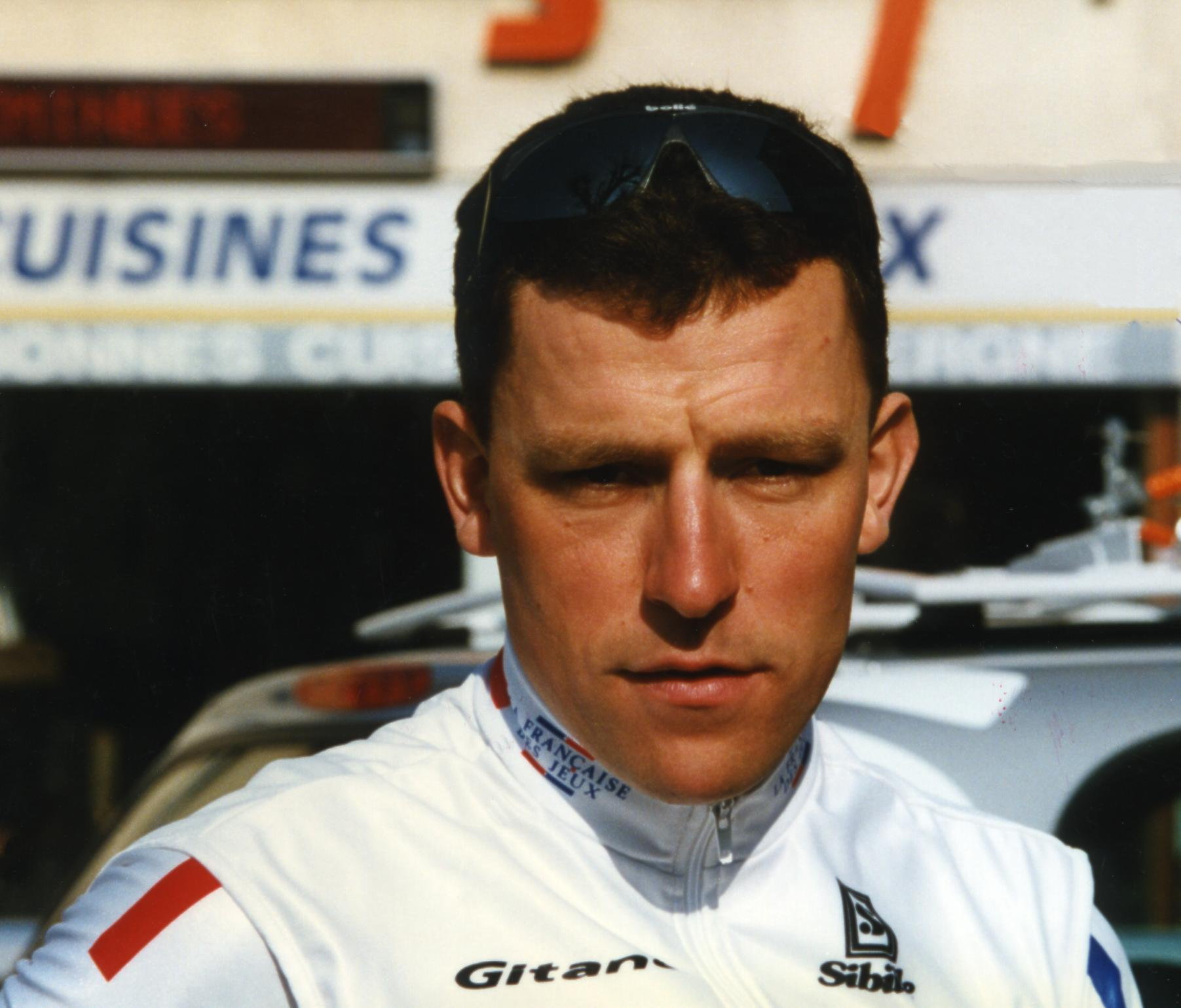
Frédéric Guesdon remporte la première grande classique de l'équipe lors de Paris-Roubaix 1997.

Pour sa première saison, La Française des jeux présente trois leaders pour les courses à étapes : les Italiens Davide Rebellin et Andrea Peron, et le Français Stéphane Heulot ; et deux pour les classiques : le Suisse Mauro Gianetti, vainqueur de Liège-Bastogne-Liège en 1995 et vice-champion du monde, et le Britannique Maximilian Sciandri.
Les premières victoires de l'équipe sont obtenues par Christophe Mengin : un titre de champion de France de cyclo-cross en janvier, et une étape des Trois jours de La Panne. En avril, La Française des jeux obtient son premier succès majeur : Frédéric Guesdon, quasi inconnu, remporte Paris-Roubaix en battant au sprint les favoris de la course.
Au Tour de France, Rebellin est désigné leader de l'équipe, mais est loin des ambitions affichées. Mengin apporte à l'équipe sa première victoire d'étape du Tour, à Fribourg, durant la dernière semaine de course. Heulot termine ce Tour à la vingtième place du classement général.
Rebellin termine à la 58e place de ce Tour. Le mois suivant, il remporte deux classiques de Coupe du monde : la Classique de Saint-Sébastien et le Grand Prix de Zurich. Ces victoires, ajoutées à Paris-Roubaix, permettent à l'équipe de remporter le classement par équipes de la Coupe du monde. Elle termine également première du classement par équipes de la Coupe de France.

### 1998-2004: une place forte du cyclisme français
En 1998, l'équipe se sépare notamment de Rebellin et d'Eddy Seigneur. Elle embauche le Russe Evgeni Berzin et recrute les néo-pros Jimmy Casper et Bradley McGee. Au niveau des résultats, l'année est moins couronnée de succès que la première saison. Christophe Mengin est une nouvelle fois champion de France de cyclo-cross, tandis que Sciandri et Damien Nazon gagnent trois étapes du Critérium du Dauphiné libéré. Elle est obligée d'opter pour une politique antidopage forte à la suite de la tourmente de l'affaire Festina lors du Tour de France, où son médecin Jeff D'Hont est impliqué.
L'année suivante, Christophe Mengin remporte le Grand Prix de Plouay, tandis que le jeune Jimmy Casper (21 ans) gagne quatre étapes du Tour d'Allemagne devant Erik Zabel. Christophe Bassons s'adjuge une étape du Critérium du Dauphiné, mais sous la pression du peloton, il abandonne le Tour de France qui ne supporte pas ses prises de position antidopage. Il subit notamment les remontrances de Lance Armstrong qui lui propose d'abandonner et qui déclare : « S'il pense que le cyclisme fonctionne comme cela, il se trompe et c'est mieux qu'il rentre chez lui,. ». En août Stéphane Heulot s'adjuge le Tour du Limousin, puis en septembre, Bradley McGee et Damien Nazon gagnent trois étapes du Tour de l'Avenir.
En 2000, elle recrute notamment l'Italien Fabrizio Guidi qui apporte le principal succès de la saison avec une étape du Tour d'Italie pour la première participation de l'équipe. Frédéric Guesdon gagne de son côté une étape du Critérium du Dauphiné libéré. En 2001, la Française des jeux descend en deuxième division (GSII). Elle recrute le baroudeur Jacky Durand qui remporte le Tro Bro Leon. Emmanuel Magnien s'adjuge Paris-Bruxelles et Jean-Patrick Nazon la deuxième étape du Tour de l'Avenir.
En 2002, l'équipe retrouve la première division mondiale et recrute Baden Cooke, Carlos Da Cruz, Jean-Cyril Robin et Bradley Wiggins. Les pistards Franck Perque (course à l'américaine) et Bradley McGee (poursuite individuelle) deviennent champion du monde avec leur sélection nationale. McGee remporte également l'or en poursuite lors des Jeux du Commonwealth. À 23 ans, Sandy Casar termine deuxième et meilleur jeune de Paris-Nice, à une minute de Alexandre Vinokourov. En juin, McGee, Jacky Durand et Frédéric Guesdon gagnent chacun une étape du Critérium du Dauphiné libéré et Nicolas Vogondy offre le premier titre de champion de France sur route à l'équipe. En juillet, McGee, apporte un deuxième succès d'étape sur le Tour de France, cinq ans après le premier. Lors de la deuxième partie de saison, elle accueille deux stagiaires : Philippe Gilbert et Benoît Vaugrenard, qui passent professionnel en janvier 2003.
En 2003, elle est renommée Fdjeux.com. Bernhard Eisel arrive en provenance de la Mapei-QuickStep. Bradley Wiggins devient champion du monde de poursuite. En mai, elle est invitée pour la deuxième fois sur le Tour d'Italie. Le mois suivant, l'équipe gagne trois étapes du Tour de Suisse. Sur le Tour de France, le spécialiste australien du contre-la-montre Bradley McGee remporte le prologue et porte le maillot jaune pendant trois jours. Dans cette même édition, le sprinteur Baden Cooke s'adjuge la deuxième étape et remporte le maillot vert du classement par points à l'issue du sprint final sur les Champs Élysées. En 2004, plusieurs espoirs sont recrutés : Thomas Lövkvist, Mark Renshaw, Jérémy Roy, ainsi que le spécialiste du cyclo-cross Francis Mourey. L'équipe qui souhaite maximiser ses chances d'intégrer le circuit UCI ProTour lancé à partir de 2005, remporte de nombreuses victoires au cours de cette saison. McGee gagne notamment le prologue du Tour de Romandie et du Tour d'Italie. Il porte ainsi le maillot rose sur le Giro pendant trois jours et termine la course dans le top dix (huitième). Il remporte également la Route du Sud et le titre olympique de poursuite par équipes à Athènes.

### 2005-2010: équipe ProTour

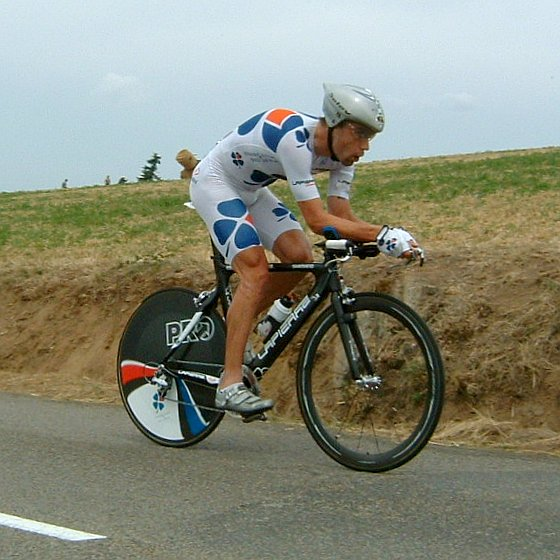
Bradley McGee lors du contre-la-montre du Tour de France 2005

En 2005, l'équipe FDJ qui a terminé 17e du classement UCI 2004, fait partie des 20 équipes qui intègrent l'UCI ProTour, la première division mondiale nouvellement créée qui permet de participer à toutes les grandes courses. Cette première saison est difficile, puisque l'équipe termine dernière du classement par équipes, remportant seulement trois succès sur le circuit ProTour. Francis Mourey est pour la première fois champion de France de cyclo-cross, tandis que Philippe Gilbert gagne trois manches et le général de la Coupe de France et Sandy Casar la Route du Sud. La FDJ participe également en fin d'année à son premier Tour d'Espagne. En fin d'année, Baden Cooke quitte l'équipe.
La saison 2006 ressemble à la précédente. L'équipe termine à nouveau dernière du classement par équipes de l'UCI ProTour, en gagnant seulement trois fois sur le circuit mondial. Avec l'équipe de France, Mourey est troisième du championnat du monde de cyclo-cross. Philippe Gilbert progresse sur le plan international. Il remporte cinq courses, dont le Circuit Het Volk, le Grand Prix de Fourmies et le Grand Prix de Wallonie. Frédéric Guesdon apporte l'un des plus grands succès de l'équipe depuis l'année de sa création, en s'imposant au terme d'une échappée sur Paris-Tours. En fin de saison, le jeune grimpeur Rémy Di Grégorio gagne une étape du Tour de l'Avenir. En 2007, l'équipe obtient seulement 13 victoires, dont une étape du Tour de France pour Sandy Casar qui sauve une saison difficile. Sébastien Chavanel gagne le général de la Coupe de France et Benoît Vaugrenard est champion de France du contre-la-montre. Bradley McGee quitte l'équipe et rejoint la Team CSC pour finir sa carrière. La Française des jeux gagne une place et termine 19e du classement par équipes de l'UCI ProTour.
En 2008, l'équipe termine 12e sur 18 d'un classement ProTour amputé des courses historiques en raison d'un conflit entre l'UCI et les organisateurs de certaines grandes courses. Pour sa dernière saison dans l'équipe, Philippe Gilbert gagne six courses, dont le Circuit Het Volk pour la deuxième fois et Paris-Tours. Présent depuis les débuts de l'équipe, Christophe Mengin arrête sa carrière, alors que Francis Mourey est pour la troisième fois champion de France de cyclo-cross.
En 2009, l'équipe s'impose sur des étapes de Paris-Nice (Jérémy Roy), du Tour de France (Sandy Casar) et du Tour d'Espagne (Anthony Roux). Recruté pour jouer le général sur les grands tours, Christophe Le Mével est neuvième du Tour. Sur les classiques, Mickaël Delage se classe deuxième de la Classique de Saint-Sébastien.
L'effectif de l'équipe subit peu de changements en 2010. Durant cette saison que Madiot juge « moyenne », la FDJ remporte une étape du Tour de France par Sandy Casar et une étape du Tour d'Espagne par Yauheni Hutarovich. Christophe Le Mével vainqueur du Tour du Haut-Var et vice-champion de France, déçoit au Tour de France. L'équipe termine à la 22e place du Classement mondial.

### 2011: descente en deuxième division
En 2011, l'équipe perd sa licence UCI World Tour et évolue avec une licence d'équipe continentale professionnelle. L'effectif renouvelé à 40% voit notamment le départ de Le Mével et l'arrivée de Pierrick Fédrigo.
N'ayant plus de licence World Tour, FDJ doit bénéficier d'invitations pour disputer les courses de ce calendrier. Elle est absente des Tours d'Italie et d'Espagne. Elle participe en revanche à plusieurs classiques du début de saison, dont Yoann Offredo est une des révélations. Au Tour de France, l'équipe ne gagne pas mais se montre offensive. Jérémy Roy reçoit le prix du super-combatif. Les résultats obtenus par les coureurs durant l'année lors des courses de l'UCI Europe Tour, dont 24 victoires, permettent à FDJ d'en gagner le classement par équipes. Au total, FDJ gagne 28 courses, par onze coureurs différents. Thibaut Pinot se révèle en montagne, gagnant notamment la Semaine cycliste lombarde.

### 2012-2017: des ambitions revues à la hausse avec Pinot et Démare

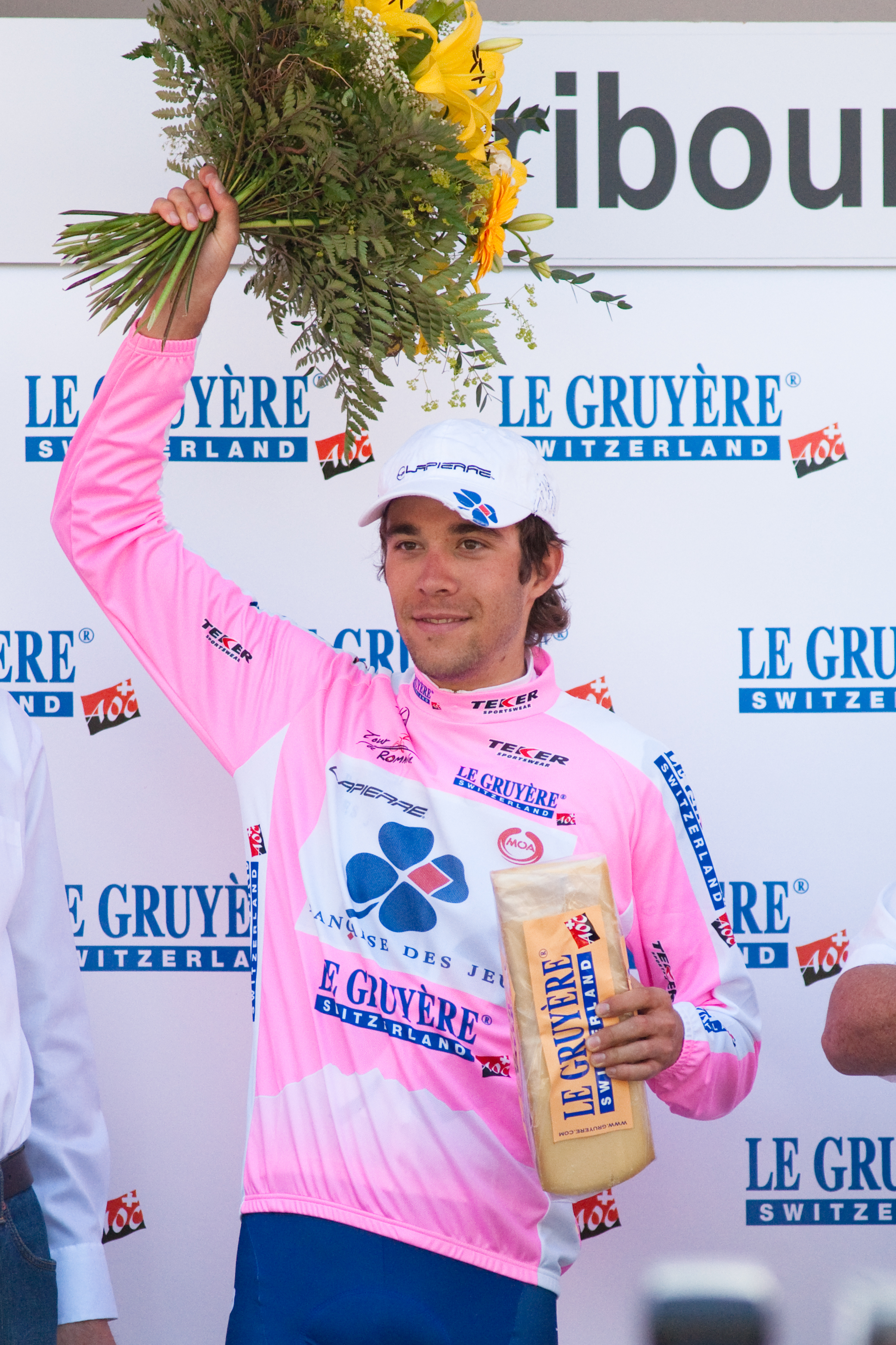
Thibaut Pinot en 2010.

En 2012, BigMat devient pour une saison co-sponsor de l'équipe qui retrouve la première division en récupérant sa licence World Tour. Les jeunes espoirs Arnaud Démare et Kenny Elissonde passent professionnels. Arthur Vichot remporte en juin une étape du Critérium du Dauphiné. Thibaut Pinot, benjamin de l'épreuve, gagne une étape du Tour qu'il termine dixième. Une semaine plus tard Pierrick Fédrigo s'adjuge également une étape du Tour. Les jeunes sprinteurs Nacer Bouhanni (22 ans, sept succès dont le titre de champion de France) et Arnaud Démare (21 ans, six succès dont la Vattenfall Cyclassics) accumulent de leur côté des victoires tout au long de la saison. Pour sa première année dans le World Tour, la FDJ-BigMat termine 18e et dernière du classement par équipes.
L'année suivante, l'équipe FDJ.fr obtient trente-trois succès, ce qui en fait le record de victoires de l'équipe sur une saison depuis sa création. Nacer Bouhanni, avec onze victoires, et Arnaud Démare, neuf fois victorieux, sont les principaux pourvoyeurs de victoires de la formation. Arthur Vichot est champion de France sur route et obtient la deuxième place du Grand Prix cycliste de Québec en World Tour. Le Tour de France est un objectif raté par l'équipe FDJ.fr, contrairement au Tour d'Espagne qui est marqué par la septième place de Pinot et deux victoires d'étapes en montagne pour Alexandre Geniez et Kenny Elissonde. Sur les autres courses par étapes du World Tour, Pinot est également quatrième du Tour de Suisse et huitième du Tour de Catalogne, ce qui marque une progression pour lui malgré une absence de victoire.

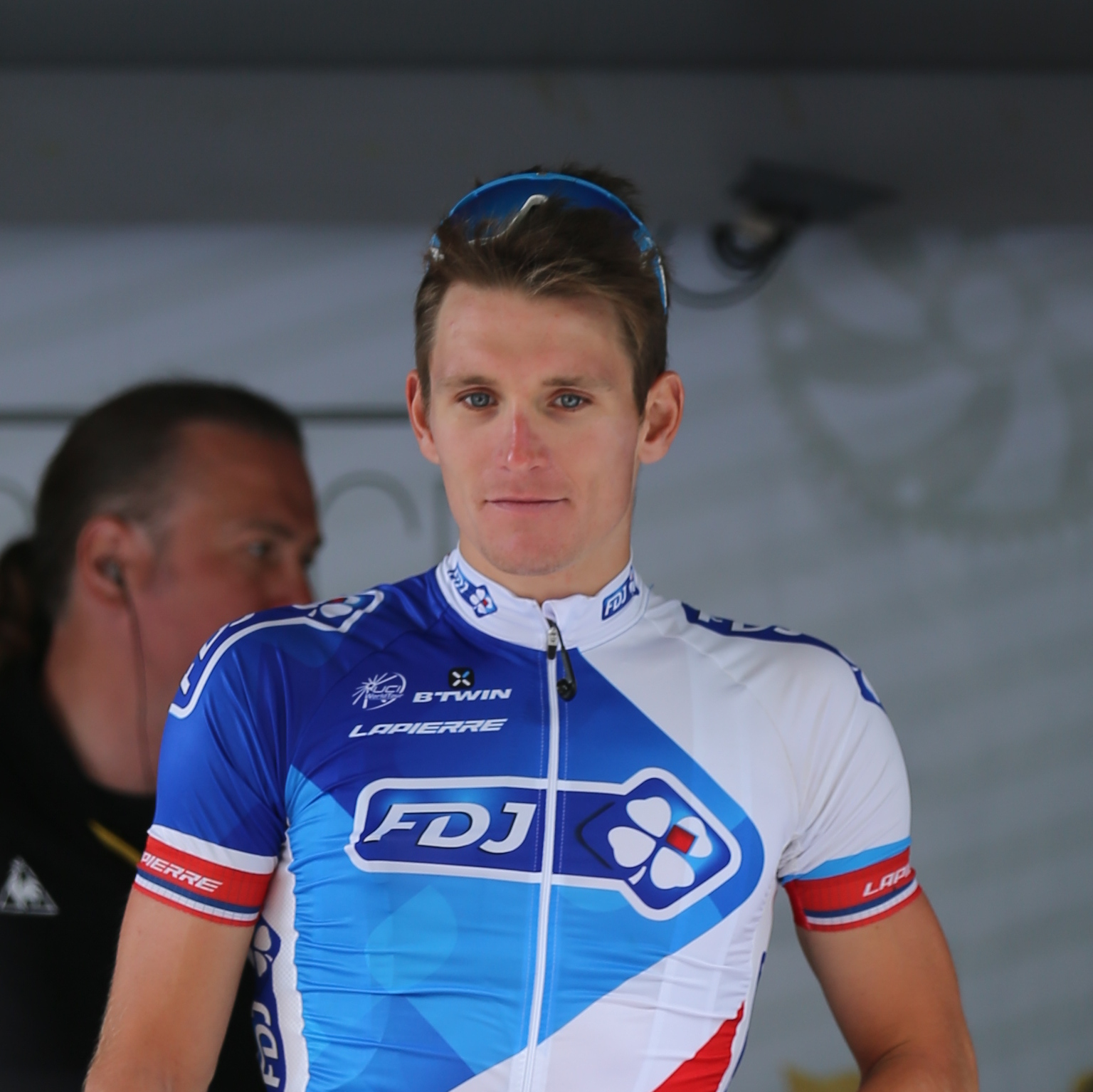
Arnaud Démare en 2015.

En 2014, l'équipe réalise l'une de ses meilleures saisons. Arthur Vichot gagne la dernière étape et termine troisième de Paris-Nice. Thibaut Pinot se classe troisième et meilleur jeune du Tour, une première dans l'histoire de l'équipe. Le sprinteur Nacer Bouhanni remporte trois étapes et le classement par points du Tour d'Italie et deux étapes du Tour d'Espagne. Arnaud Démare devient champion de France devant Bouhanni, qui quitte l'équipe à la fin de l'année.
En 2015, la FDJ n'obtient en 2015 que quinze succès, dont cinq obtenus par le seul Thibaut Pinot. Pinot est le chef de file de FDJ sur la saison, que ce soit par ses victoires, dont plusieurs sont obtenues sur le World Tour, mais aussi par sa régularité dans les classements généraux de courses par étapes. Ceci, couplé à sa troisième place au Tour de Lombardie, lui permet de terminer 10e du classement World Tour individuel. Alexandre Geniez, équipier de Pinot au Tour de France mais aussi neuvième du Tour d'Italie et gagnant de trois victoires, se signale positivement sur la saison,. De son côté, la saison d'Arnaud Démare est décevante. Il passe de 15 victoires en 2014 à seulement 2 en 2015. Visant les classiques flandriennes, il ne parvient pas à se distinguer sur ces courses, des problèmes mécaniques ayant influé sur ses résultats. Arthur Vichot, qui vise les classiques ardennaises voit lui un cytomégalovirus l'empêcher d'y jouer un rôle.
Lors du Tour du Haut-Var 2016, Arthur Vichot gagne la deuxième étape et le général de la course. Il s'agit de la 400e victoire de l'équipe FDJ en 20 ans d'existence. Quelques semaines après, Arnaud Démare déjà vainqueur sur Paris-Nice, remporte Milan-San Remo, sa première grande classique, tandis que Thibaut Pinot devient champion de France du contre-la-montre et Vichot pour la deuxième fois champion de France sur la course en ligne. Pinot gagne également une étape sur le Tour de Romandie et le Critérium du Dauphiné et Alexandre Geniez sur le Tour d'Espagne. L'équipe FDJ termine à la onzième place du World Tour.
Lors de l'année 2017, Thibaut Pinot remporte une étape et termine quatrième du Tour d'Italie, tandis que Démare est à nouveau champion de France et gagne au sprint une étape sur Paris-Nice, au Critérium du Dauphiné et au Tour de France. L'équipe se classe avant-dernière du World Tour.

### 2018-2022: dans le top 10 mondial avec Groupama-FDJ

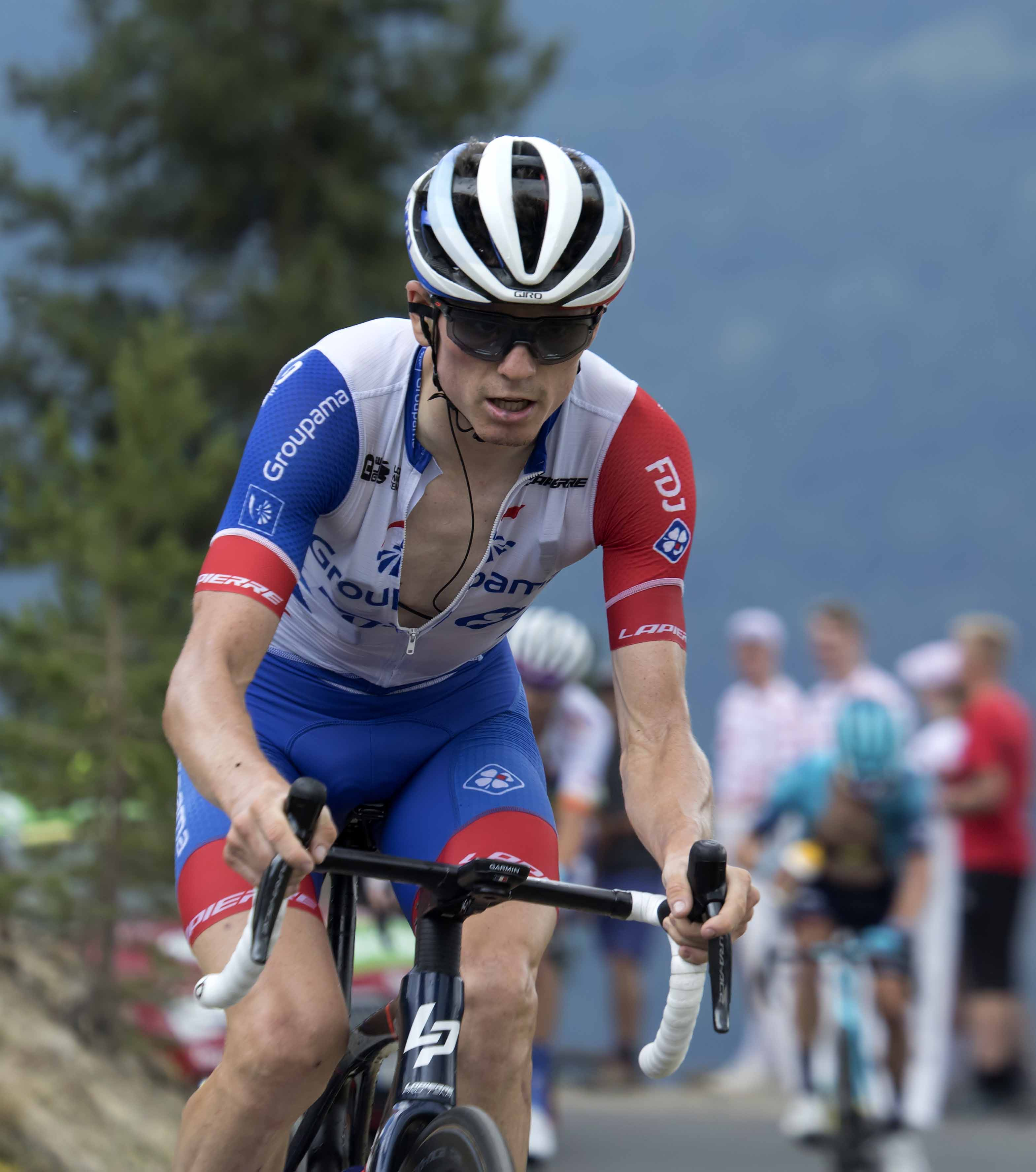
David Gaudu.

L'année 2018 voit l'arrivée de Groupama en tant que co-sponsor. Un accord de partenariat est signé jusqu'en 2020. Le budget passe de 14 millions d'euros en 2017, à 18 millions d'euros en 2018, puis 20 millions d'euros en 2019. L'objectif de l'équipe à l'horizon 2019 est de conserver ses trois leaders (Thibaut Pinot, Arnaud Démare et David Gaudu), recruter un leader supplémentaire, renforcer l'équipe et créer une équipe continentale de jeunes coureurs pour servir de réserve. Lors de cette saison, l'équipe obtient 33 victoires avec 13 coureurs différents. Anthony Roux devient champion de France, tandis que le sprinteur Arnaud Démare gagne une étape de Paris-Nice, du Tour de Suisse et du Tour de France. Rudy Molard s'impose également sur Paris-Nice et porte le maillot rouge de leader du général pendant quatre jours sur le Tour d'Espagne. Malade, Thibaut Pinot abandonne le Tour d'Italie à deux jours de l'arrivée, alors qu'une place sur le podium lui semblait promise. Il réalise une deuxième partie de saison marquante, où il gagne deux étapes du Tour d'Espagne (sixième du général) et coup sur coup Milan-Turin et le Tour de Lombardie, sa première grande classique.

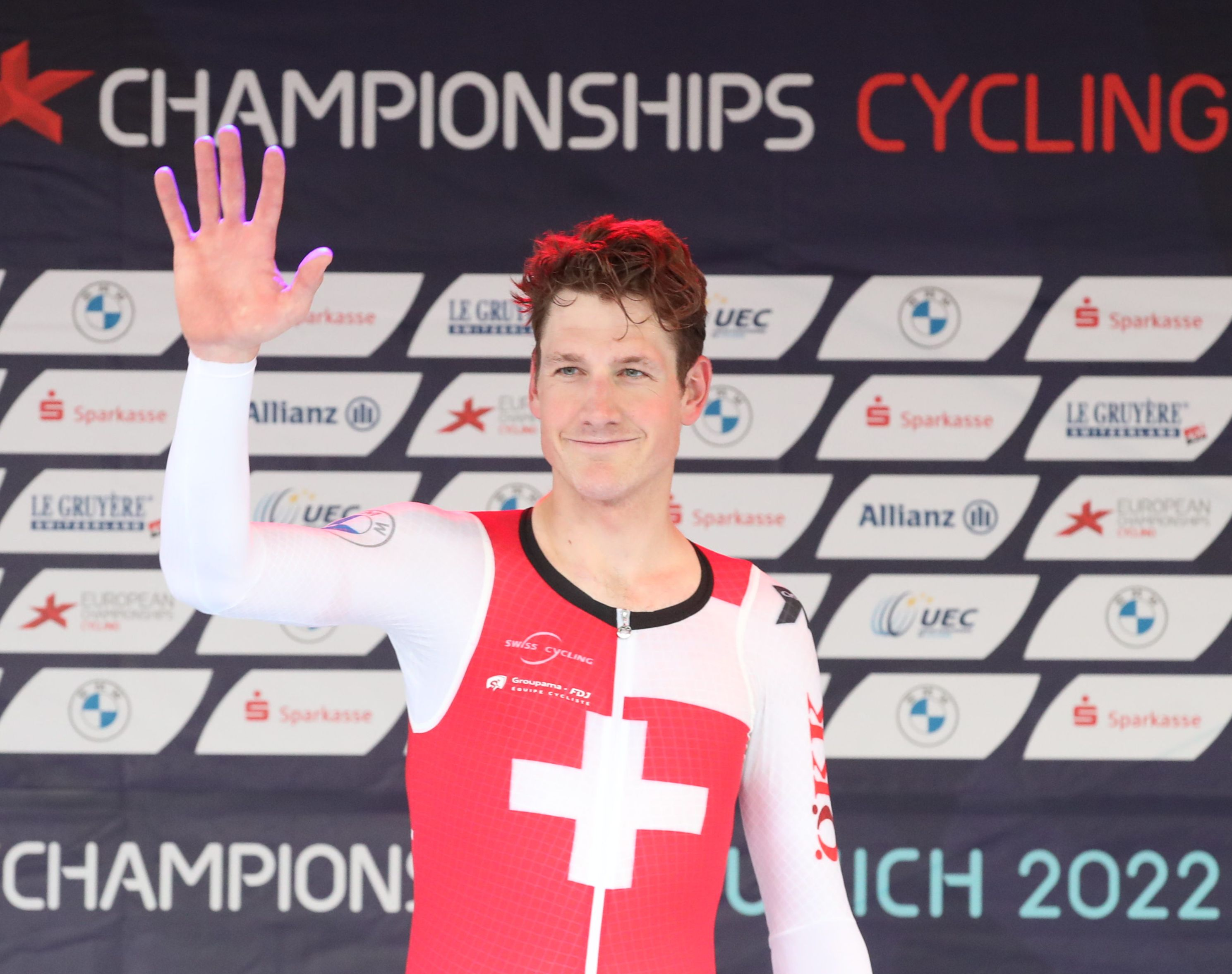
Stefan Küng.

L'équipe continentale est lancée en 2019 et réalise pour ses deux premières sorties, deux doublés sur les courses du calendrier amateur français,. L'équipe World Tour recrute trois coureurs, dont le rouleur suisse Stefan Küng, pour compenser les départs de Davide Cimolai, Jérémy Roy (retraite) et Arthur Vichot. La saison est moins réussie, avec un total de 24 victoires, dont 4 sur le World Tour. Thibaut Pinot obtient cinq victoires avec des succès sur le Tour du Haut-Var et le Tour de l'Ain. Sur le Tour de France, il remporte l'étape du Tourmalet et se place en potentiel vainqueur du Tour, jusqu'à la 19e étape, où, cinquième du général à 20 secondes du futur vainqueur Egan Bernal, il abandonne en raison d'une blessure à la cuisse. De son côté, David Gaudu réalise sa meilleure saison. Treizième du Tour où il est longtemps équipier de Pinot, il obtient des résultats sur le World Tour : troisième de l'UAE Tour, cinquième et vainqueur d'étape du Tour de Romandie et sixième de Liège-Bastogne-Liège. Régulier, Valentin Madouas se classe treizième du Tour d'Italie, où Arnaud Démare remporte sa seule course World Tour de l'année. Benjamin Thomas est champion de France du contre-la-montre, Marc Sarreau gagne la Coupe de France, tandis que Stefan Küng réalise la meilleure saison de sa carrière en remportant cinq victoires et en décrochant la médaille de bronze lors de la course en ligne des mondiaux.

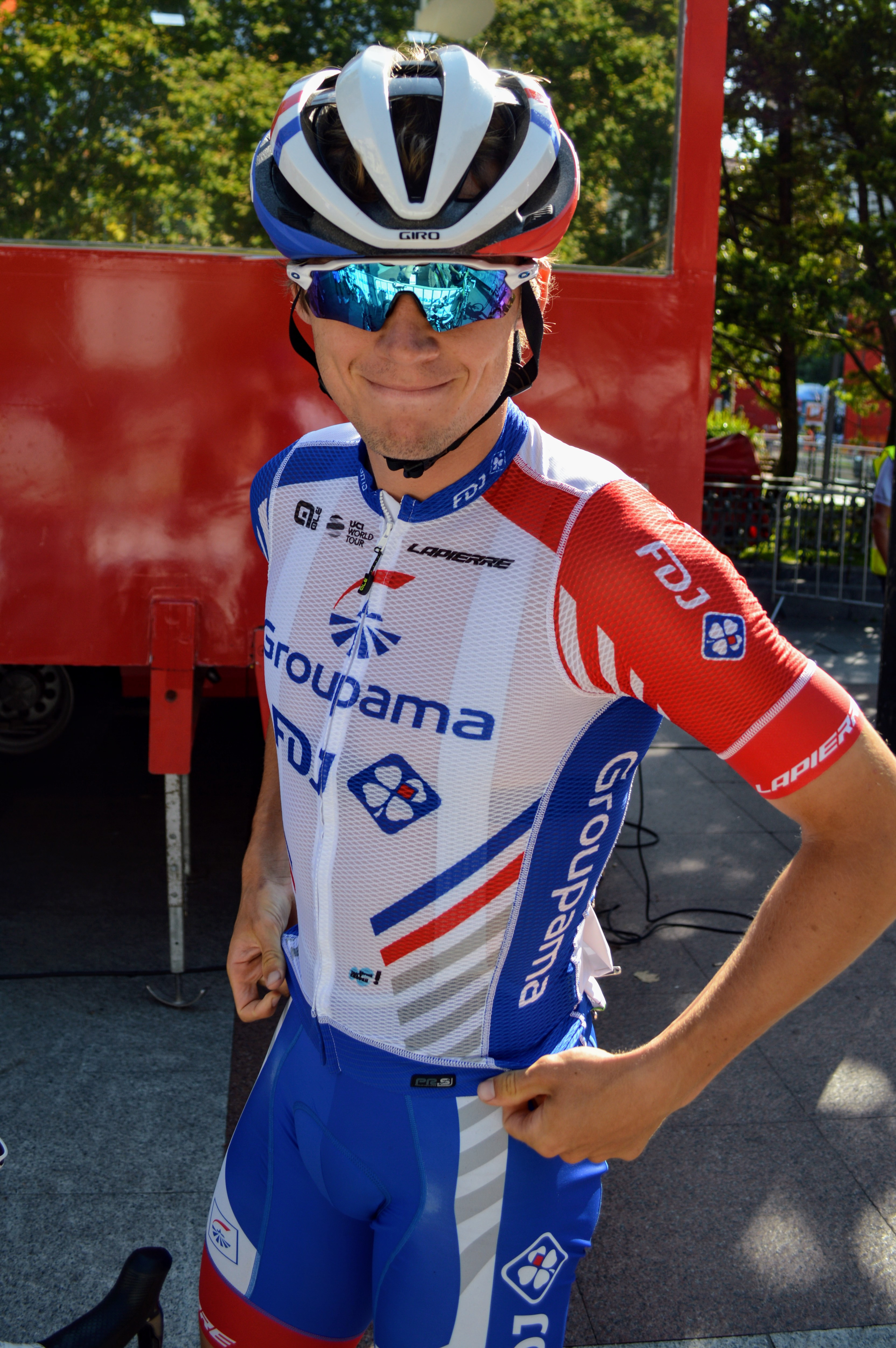
Valentin Madouas.

Arnaud Démare obtient 14 des 20 succès de l'équipe en 2020. Coureur le plus prolifique de l'année, il remporte notamment le classement par points et quatre étapes du Tour d'Italie, ainsi que Milan-Turin, le Tour de Wallonie et le Tour Poitou-Charentes en Nouvelle-Aquitaine. Après un Tour de France difficile où il doit abandonner, David Gaudu remporte deux étapes du Tour d'Espagne. Déjà champion de Suisse, Stefan Küng devient champion d'Europe du contre-la-montre et médaillé de bronze aux mondiaux de la spécialité. En raison de problèmes au dos, Thibaut Pinot termine loin des meilleurs sur le Tour de France et doit se contenter d'une deuxième place au général du Critérium du Dauphiné.
Malgré 23 succès et une 9e place au classement UCI, la saison 2021 de l'équipe est globalement moyenne. Blessé au dos, Thibaut Pinot réalise sa plus mauvaise saison et ne participe à aucun grand tour. En son absence, Attila Valter porte le maillot rose pendant trois jours sur le Tour d'Italie. Le Tour de France de l'équipe est décevant, malgré les bonnes performances de David Gaudu dans les Pyrénées et sa 11e place au général. Arnaud Démare ne remporte aucune étape et termine hors délais dans les Alpes lors de la neuvième étape. Celui-ci décroche néanmoins neuf victoires, dont Paris-Tours, tandis que Jake Stewart est deuxième du Circuit Het Nieuwsblad. Stefan Küng conserve son titre de champion d'Europe du contre-la-montre et obtient de nombreuses places d'honneur. Gaudu réalise sa meilleure saison en terminant troisième de Liège-Bastogne-Liège, puis dans le top 10 du Tour du Pays basque, de la course sur route olympique, du Tour de Lombardie, de la Flèche wallonne et du Critérium du Dauphiné.
En 2022, l'équipe comptabilise 20 succès, mais grâce à la régularité de ses coureurs tout au long de la saison, elle termine à la septième place du classement UCI, soit le meilleur classement de son histoire. La saison des classiques est une réussite. Ne sortant presque pas du top 10 sur chaque épreuve, Valentin Madouas signe une troisième place sur le Tour des Flandres et Stefan Küng obtient également un podium sur Paris-Roubaix mais aussi sur l'E3 Saxo Bank Classic un peu plus tôt. L'équipe brille aussi sur les terrains plus vallonnés, Attila Valter est quatrième des Strade Bianche. Arnaud Démare est de retour en haut de la hiérarchie mondiale avec neuf succès cette année mais surtout trois victoires d'étapes et le maillot cyclamen sur le Tour d'Italie. Régulier tout le long de l'année, le Picard obtient également plusieurs deuxième places sur le championnat d'Europe, la Primus Classic et le Tour de Vendée et décroche un deuxième Paris-Tours consécutif. Cette année marque le retour de Thibaut Pinot au plus haut niveau. Après des premiers jours de courses compliqués, il retrouve le chemin de la victoire sur le Tour des Alpes avant de récidiver sur le Tour de Suisse. Il manque de réussite sur le Tour de France et le Tour d'Espagne où il ne parvient pas à ramener de succès. Valentin Madouas et Stefan Küng vont confirmer leur statut en fin de saison. Le Francais va ramener des victoires sur le Tour du Luxembourg et le Tour du Doubs. Le Suisse s'adjuge notamment le classement général du Tour du Poitou-Charentes et résiste en montagne pour obtenir un top 5 au général sur le Tour de Suisse. Il devient également vice-champion d'Europe et du monde de contre-la-montre. David Gaudu réalise une saison complète malgré un forfait sur les Ardennaises et le Tour de Lombardie il assume son statut de meilleur espoir français sur les grands tours en terminant quatrième du Tour de France.

### 2023-2024: Une nouvelle dynamique

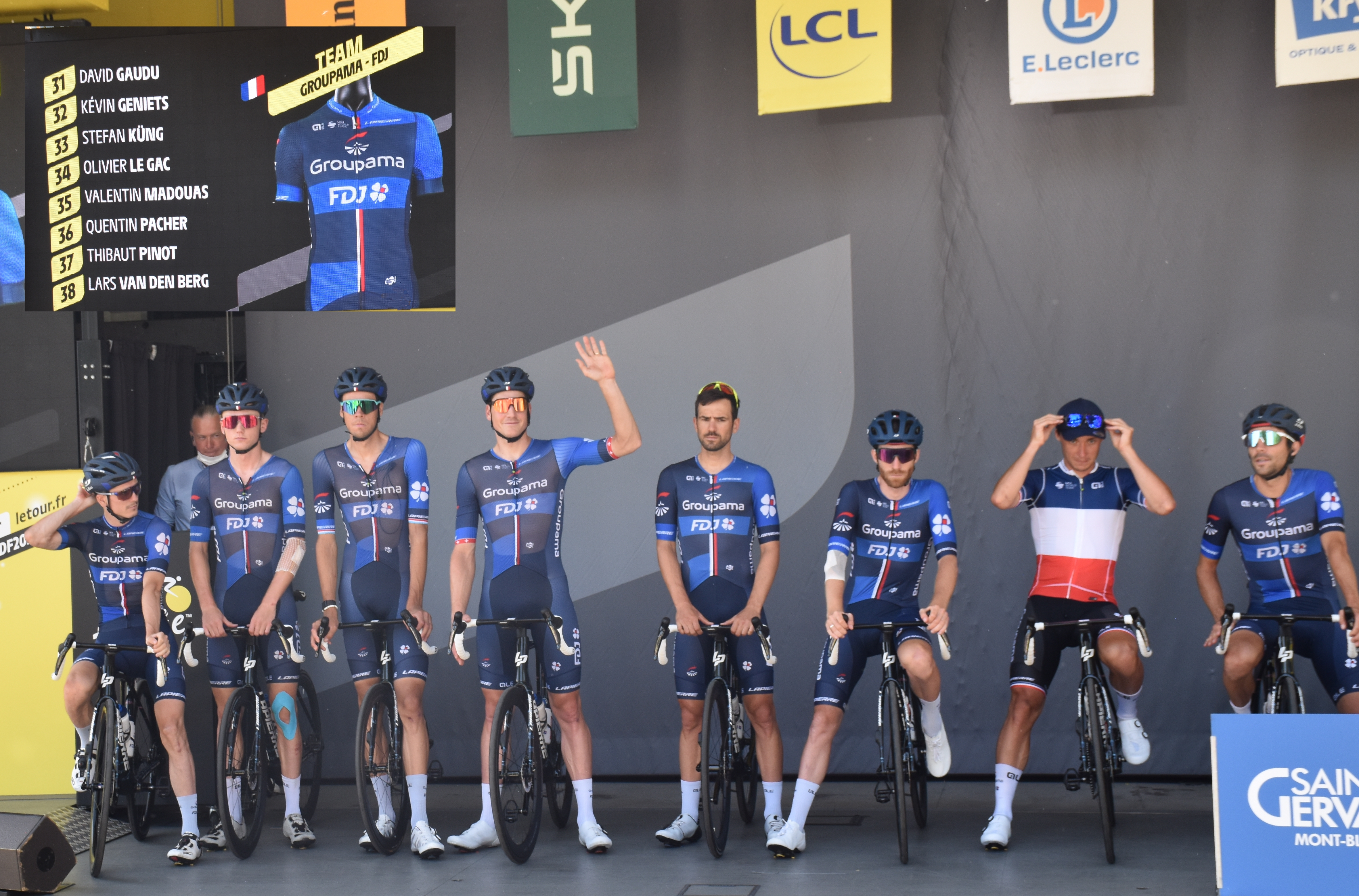
L'équipe Groupama FDJ au départ de la 17e étape du Tour de France 2023.

L'équipe cycliste Groupama-FDJ se renouvelle fortement à l'aube de la saison 2023. Ayant pour but de performer à tous les niveaux, la formation de Marc Madiot abandonne ses couleurs rouge, blanche et bleu pour une nouvelle tenue à dominante bleue. L'équipe base son recrutement sur la jeunesse et décide de promouvoir huit coureurs de son équipe continentale comme les jeunes pépites Romain Grégoire et Lenny Martinez. Elle termine une nouvelle 7e du classement mondial avec 19 victoires. Deuxième des Strade Bianche, Valentin Madouas devient champion de France et gagne la Bretagne Classic. Pour sa dernière saison, Thibaut Pinot termine cinquième et meilleur grimpeur du Tour d'Italie. David Gaudu se classe deuxième de Paris-Nice, tandis que Romain Grégoire gagne cinq courses et que Lenny Martinez porte le maillot rouge de leader durant trois étapes du Tour d'Espagne.
La saison 2024 est la première sans Thibaut Pinot et Arnaud Démare, ce qui marque la fin d'une ère. La saison commence bien avec la victoire de Laurence Pithie sur la Cadel Evans Great Ocean Road Race, mais la suite est moins réussie. La Groupama-FDJ termine 10e du classement UCI, avec 15 succès, dont la dernière étape du Tour d'Espagne pour Stefan Küng. Sur les classiques World Tour, Rudy Molard termine troisième du Grand Prix de Québec. Vainqueur de cinq courses d'un jour, le grand espoir Lenny Martinez quitte l'équipe en fin d'année.

## L'équipe FDJ et le dopage

### Erwann Menthéour
En mars 1997, durant le Paris-Nice, Erwann Menthéour est l'un des premiers coureurs à faire l'objet d'une suspension en raison d'un hématocrite supérieur à 50%, règle que l'Union cycliste internationale vient alors d'instaurer,,. Il met fin à sa carrière à l'issue de cette saison, puis avoue en 1998 s'être dopé durant sa carrière. Il sort l'année suivante l'ouvrage Secret défonce, dans lequel il décrit les pratiques dopantes auxquelles il a eu recours et dont il a été témoin durant sa carrière.

### Répercussion de l'affaire Festina
L'enquête de l'affaire « Festina » a impliqué d'autres formations cyclistes que l'équipe Festina qui lui a donné son nom. Les témoignages recueillis ont amené les enquêteurs à s'intéresser, entre autres, à l'équipe La Française des jeux. Le soigneur de l'équipe Joseph D'Hont, dit Jeff D'Hont, a ainsi été condamné à neuf mois d'emprisonnement avec sursis par le tribunal correctionnel de Lille en octobre 2000 pour incitation, facilitation à l'usage et administration de dopants et infractions au Code de la santé publique. Le tribunal a notamment retenu contre D'Hont les témoignages de Marc Madiot, du médecin de l'équipe Stefan De Bock, et des coureurs Christophe Mengin, Frédéric Guesdon, Emmanuel Magnien, Erwann Menthéour et Thomas Davy. Ces deux derniers ont notamment affirmé s'être fait injecter de l'EPO par Jeff D'Hont lorsqu'ils étaient membres de l'équipe La Française des jeux. Durant l'enquête, Marc Madiot a pour sa part affirmé aux enquêteurs : « Je ne voulais pas savoir si mes coureurs utilisaient ou non l'EPO, l'essentiel était qu'ils ne se fassent pas prendre. »

### Autres affaires
En mai 1998, Mauro Gianetti est victime d'un malaise durant le Tour de Romandie, expliqué dans un premier temps par une « hypoglycémie doublé d'une gastro-entérite ». Il reste trois jours dans le coma et passe douze jours aux soins intensifs. Deux médecins effectuent une dénonciation pénale, suspectant une consommation de PFC, d'être à l'origine de ce malaise.
En mai 1999, l'un des coureurs de l'équipe, Yvon Ledanois, est soupçonné d'avoir participé au trafic de produits dopant, mis en place par Bernard Sainz.
Lors du Tour de France 2000, Emmanuel Magnien est contrôlé positif aux corticoides. Il explique avoir reçu avant le départ du Tour une injection intramusculaire de Kénacort par le Docteur Gérard Guillaume, médecin fédéral et de son équipe, afin de soigner une allergie au pollen. En août, la formation disciplinaire de la Ligue du cyclisme professionnel français le suspend pour 6 mois avec sursis
,. Sur appel de l'Union cycliste internationale, le Tribunal arbitral du sport fixe la suspension à six mois dont trois fermes.
En octobre 2009 alors sous contrat avec la Française des jeux, Aurélien Duval fait l'objet d'un contrôle antidopage positif à la norfenfluramine (stimulant) durant le Circuit franco-belge. À l'annonce de ce résultat à la fin du mois, il est suspendu provisoirement. Il se fait finalement licencier début janvier 2010, après que la contre-expertise faite sur l'échantillon B eut confirmé la présence de norfenfluramine. Il est suspendu deux ans par la Fédération française de cyclisme en mai 2010.
En février 2012, la commission de discipline de la Fédération française de cyclisme suspend Yoann Offredo pour un an pour avoir manqué à trois reprises à l'obligation de localisation à laquelle sont astreints les coureurs dans le cadre de la lutte contre le dopage. Sa suspension prend fin le 31 janvier 2013.
En 2013, un rapport antidopage du Sénat français présente les résultats d'échantillons datant du Tour de France 1998 qui ont été ré-analysés en 2004. Il en ressort que Xavier Jan (membre de l'équipe en 1998) est cité dans le rapport, comme présentant des résultats d'analyses litigieux, un premier échantillon a bien été contrôlé positif, mais les analyses suivantes n'ont pas confirmer ce résultat,.
En mars 2019, dans le cadre du démantèlement d'un réseau international de dopage par la police autrichienne lors des championnats du monde de ski nordique 2019, Georg Preidler reconnait avoir eu recours aux prélèvements sanguins sans cependant se l'être réinjecté. Il quitte l'équipe Groupama-FDJ après avoir présenté sa démission. Il est suspendu quatre ans par l'UCI, du 5 mars 2019 au 4 mars 2023 et perd tous ses résultats obtenus entre le 1er février 2018 et le 5 mars 2019. En septembre 2019, il est inculpé par la justice de fraude commerciale grave. Le procureur général à Innsbruck, l'accuse d'avoir commencé le dopage sanguin et la prise d'hormones de croissance dès le Tour d'Italie 2017, alors que Preidler nie être passé à l'acte,.

### Engagements contre le dopage
Depuis 1998, et la signature de la Charte des sponsors FDJ et son équipe affichent un engagement contre le dopage. L'équipe La Française des jeux est l'une des sept formations qui créent le Mouvement pour un cyclisme crédible (MPCC) en 2007.
FDJ et son équipe ont publié en décembre 2012 un « appel à la responsabilité » et fait des propositions : « présence du sponsor en tant qu’actionnaire et partie prenante au Conseil d’administration de son équipe, renforcement de la visibilité et des moyens du MPCC, profil de puissance personnalisé, modification du mode d’attribution des licences WorldTour. »

## Soutiens et partenariats
L’équipe dispose d'un club des supporters revendiquant 1 300 membres en 2012 et du soutien de ses 24 partenaires dont les cycles Lapierre, B’TWIN et Icepeak. Elle s’implique aux côtés de la Fondation FDJ avec le Cycle Formation. La Fondation FDJ soutient l'administration pénitentiaire pour la réinsertion par le cyclisme, l’association Bout de Vie et le projet « Les Oubliés du Sport » avec le Secours Populaire, la Fédération française de cyclisme et Amaury Sport Organisation.

## Politique du port des maillots de champions nationaux
Marc Madiot et Yvon Madiot, anciens champions de France sur route et de cyclo-cross, sont des anciens porteurs du maillot tricolore. Ils considèrent ce maillot comme le plus beau. Le fait de porter le drapeau national a une importance pour eux. Les différents champions tricolores de l'équipe (Christophe Mengin, Francis Mourey, Nicolas Vogondy, Benoît Vaugrenard, Nacer Bouhanni, Arthur Vichot, Arnaud Démare, Thibaut Pinot, Anthony Roux, Benjamin Thomas, Bruno Armirail et Valentin Madouas) n'ont donc jamais arboré le nom du sponsor sur leur tunique.
Depuis cette règle s'est aussi imposée chez les coureurs étrangers devenus champions durant la saison (Thomas Lövkvist, Gustav Larsson, Jussi Veikkanen, Yauheni Hutarovich, Ignatas Konovalovas, Matthew Wilson, Tobias Ludvigsson, Antoine Duchesne, Georg Preidler, Steve Morabito, Sébastien Reichenbach, Stefan Küng, Kevin Geniets et Attila Valter), mais aussi chez les champions nationaux arrivés en début de saison (Stéphane Heulot, Eddy Seigneur et Ramon Sinkeldam).

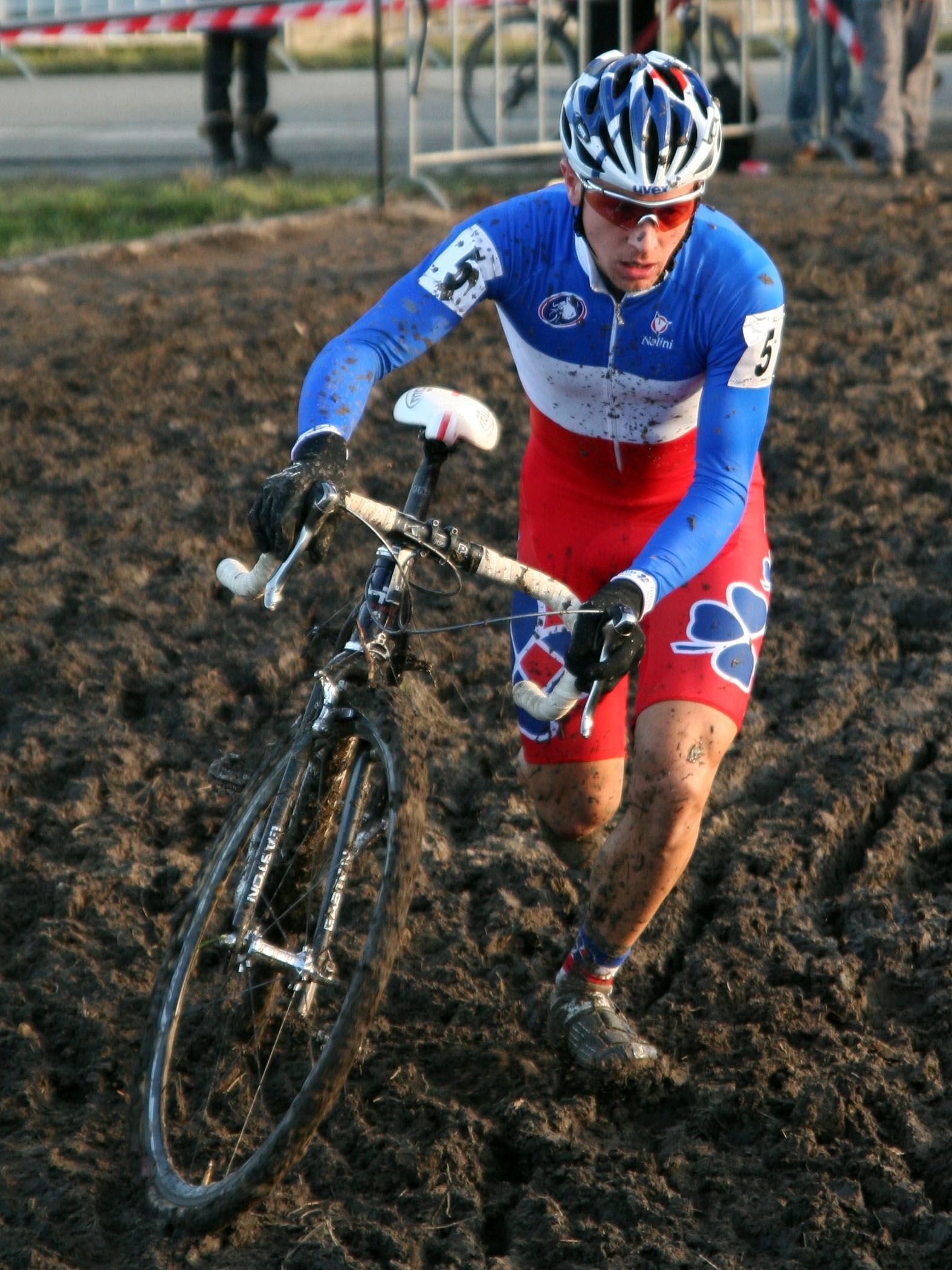
Francis Mourey
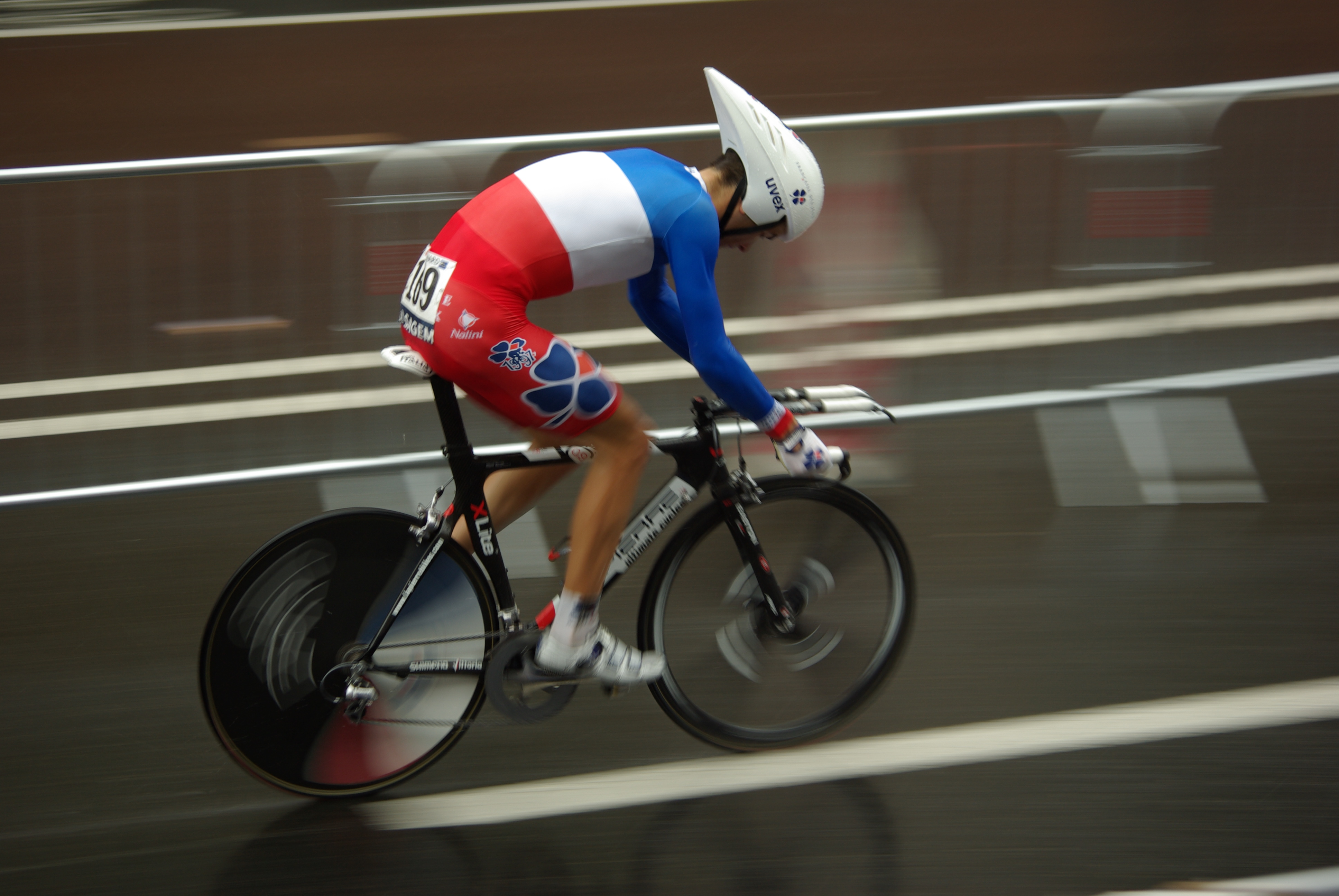
Benoît Vaugrenard en 2007
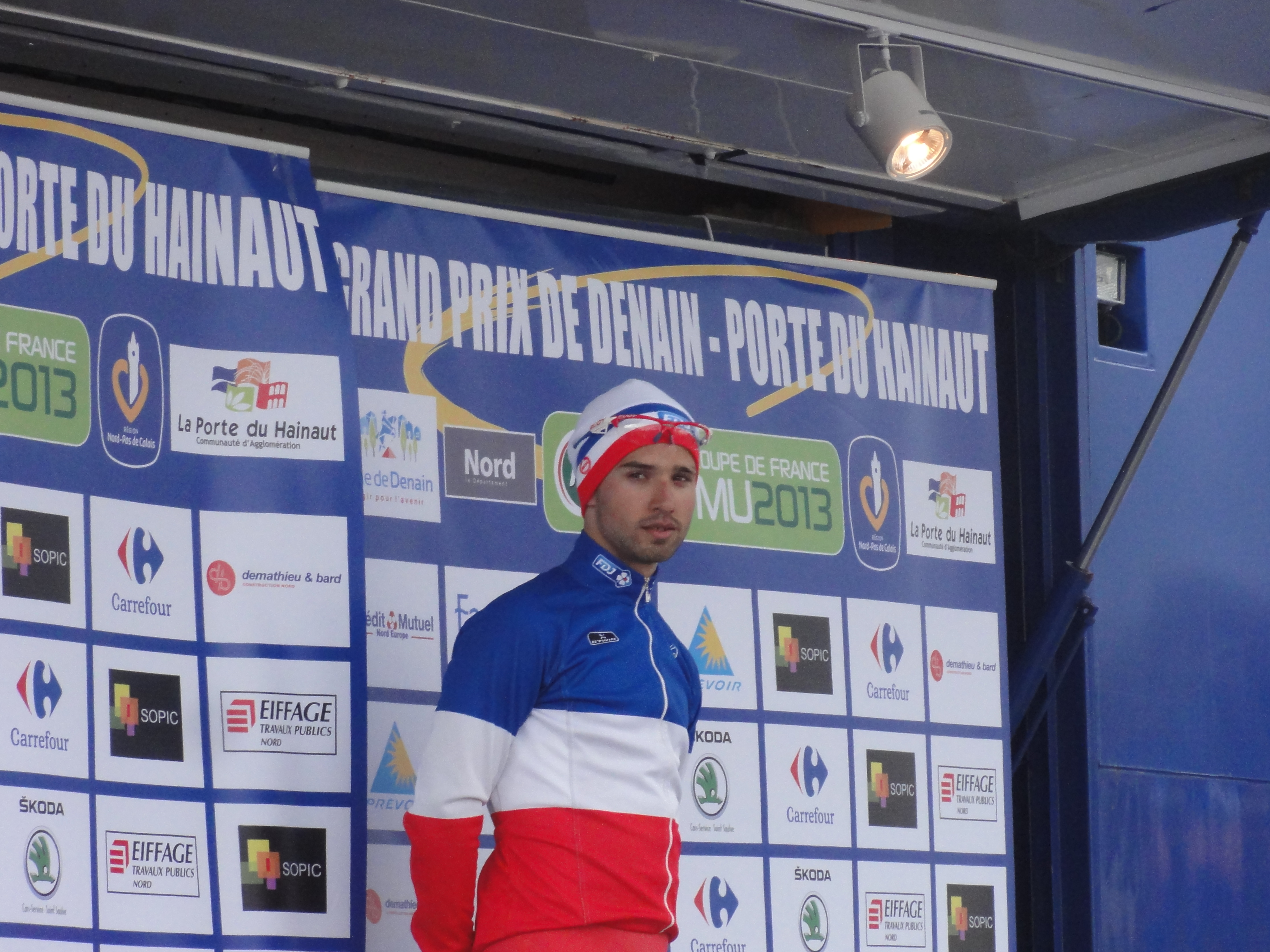
Nacer Bouhanni en 2013
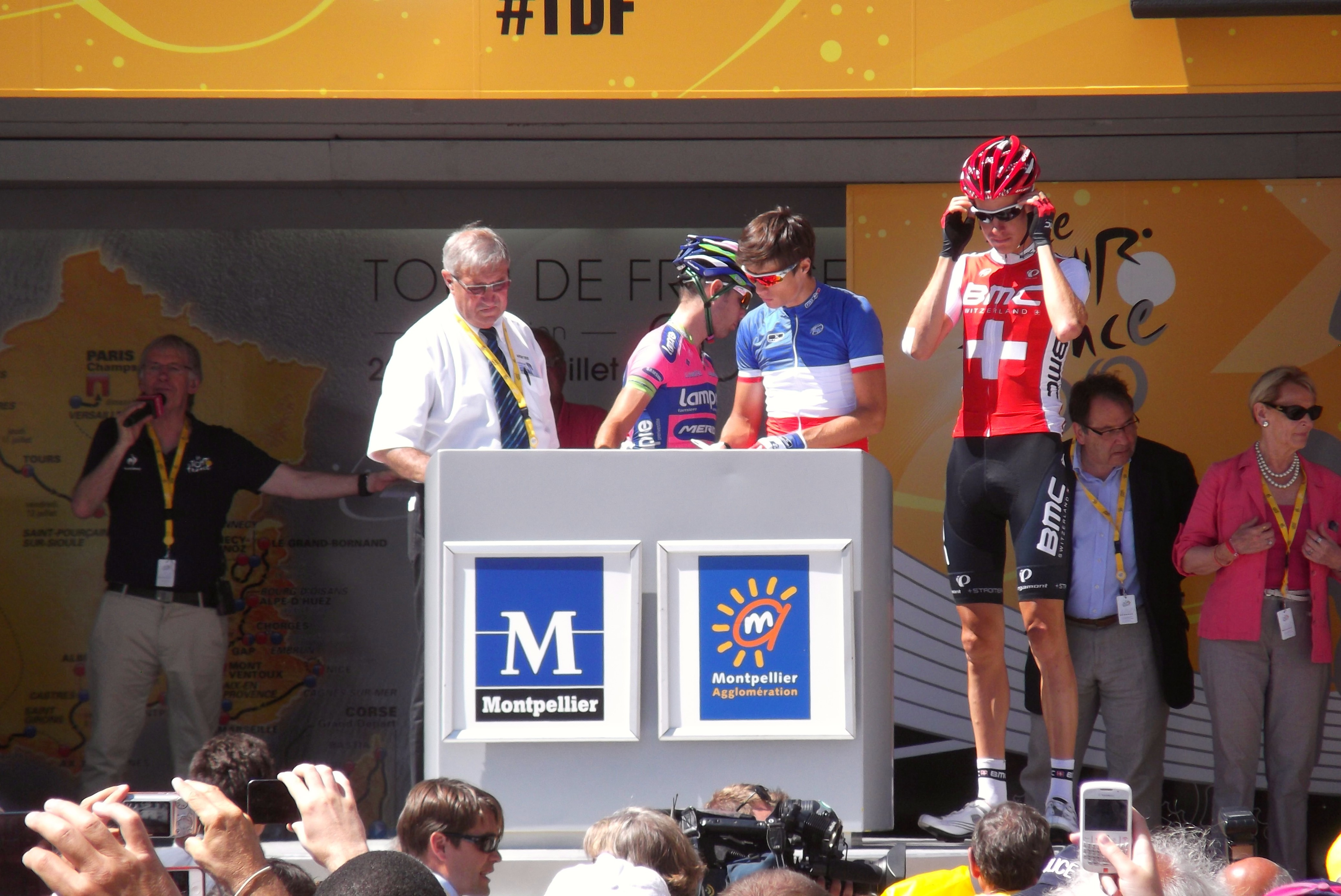
Arthur Vichot lors du Tour de France 2013
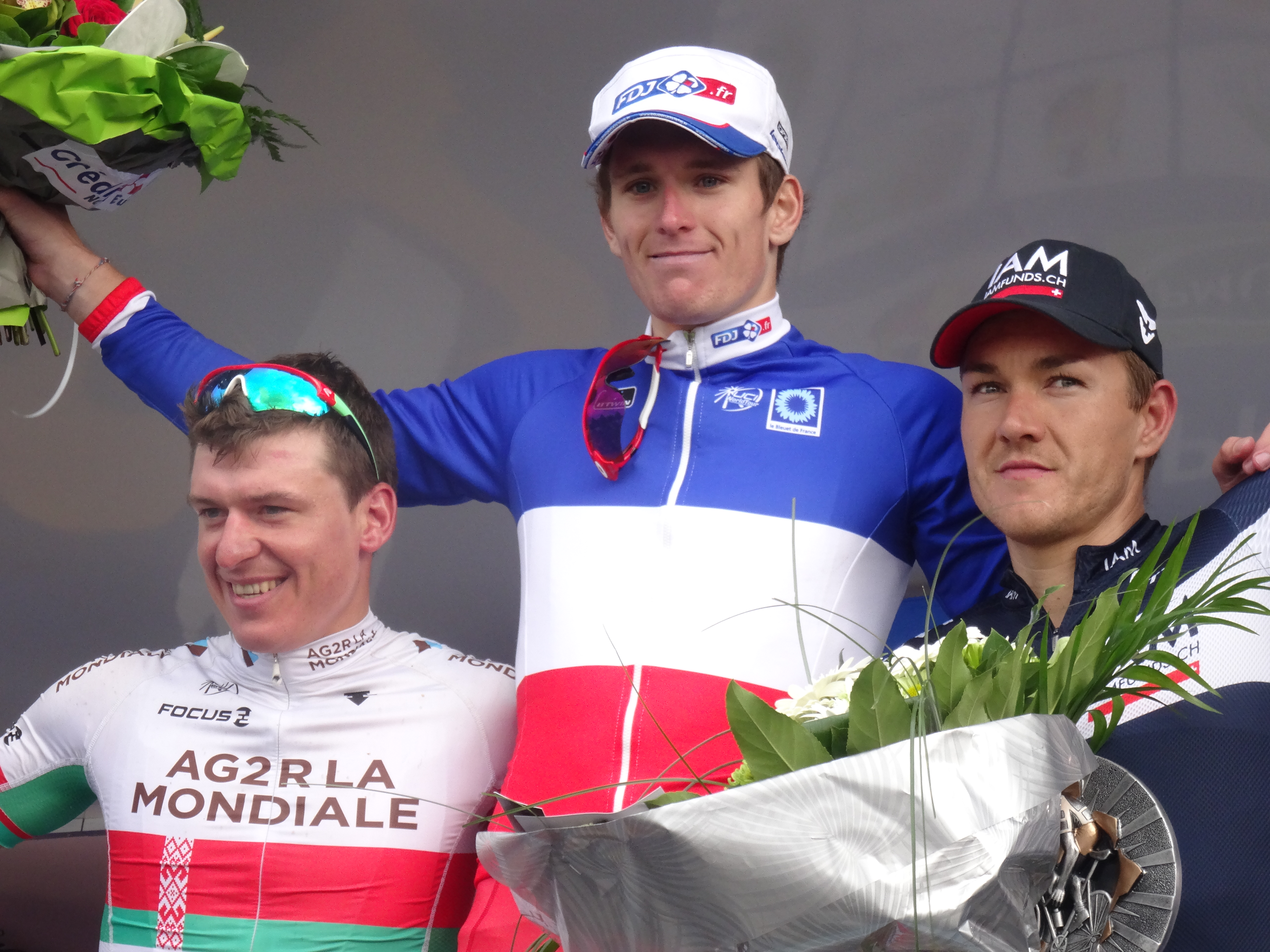
Arnaud Démare en 2014
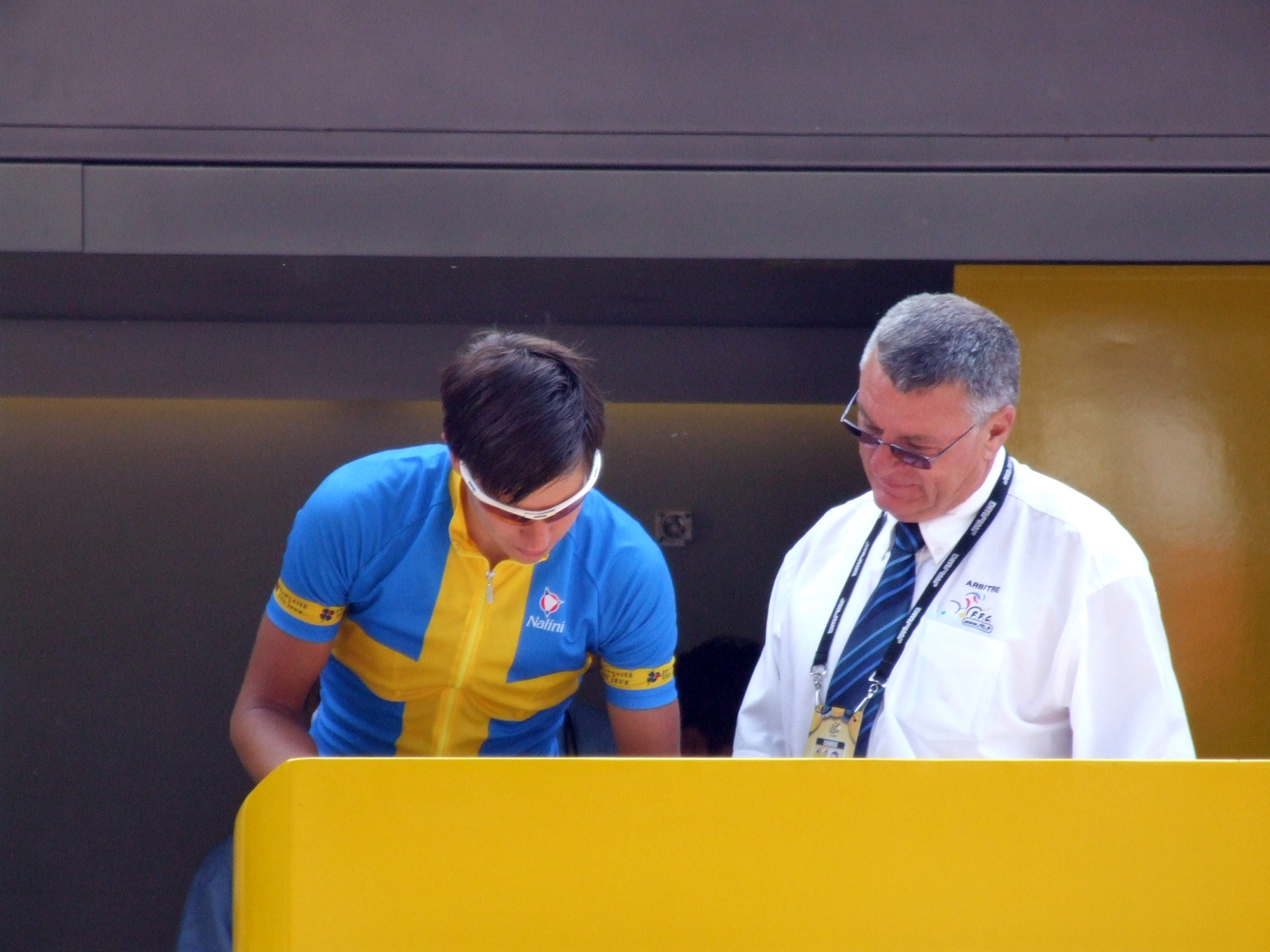
Thomas Lövkvist en 2006
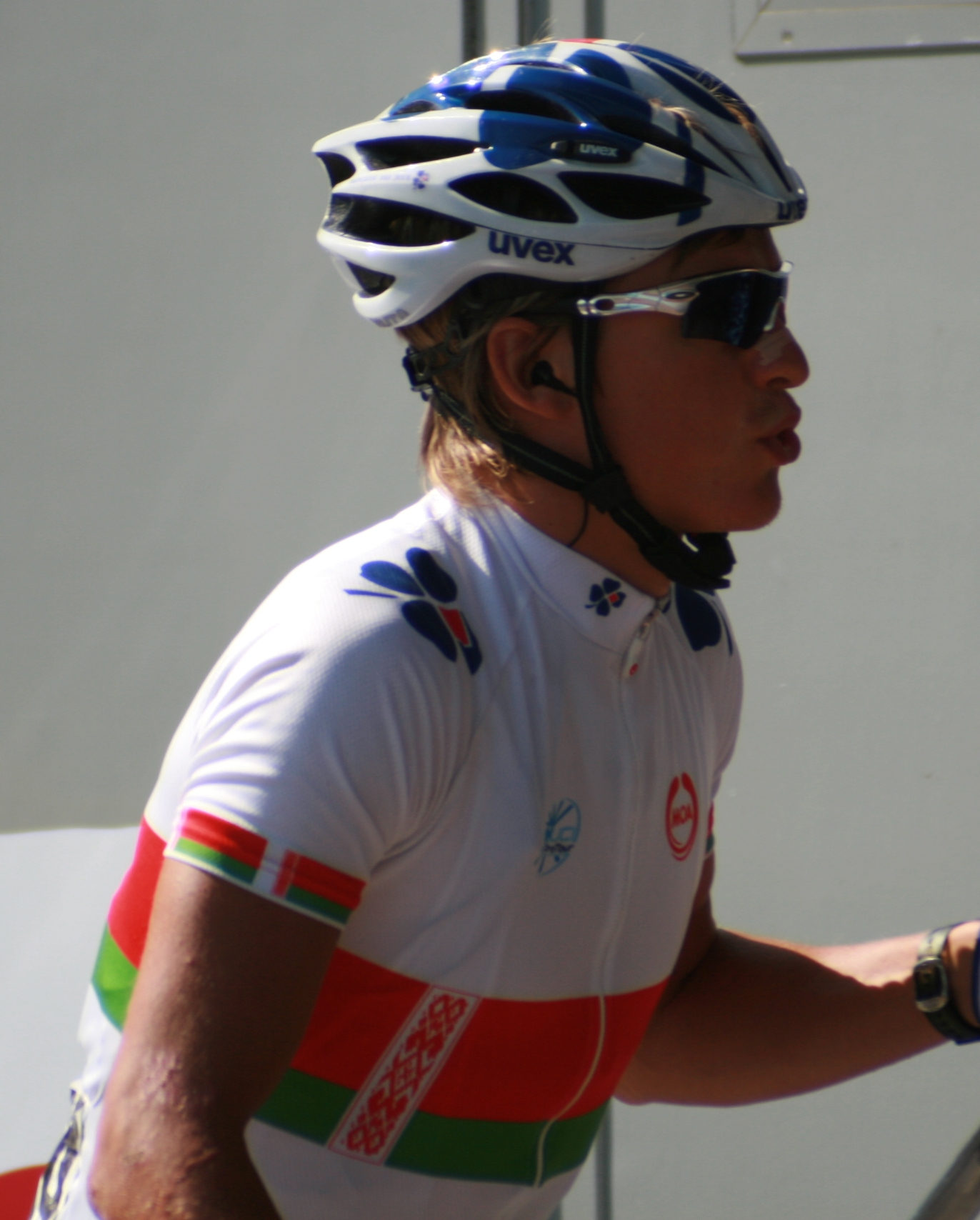
Yauheni Hutarovich en 2008
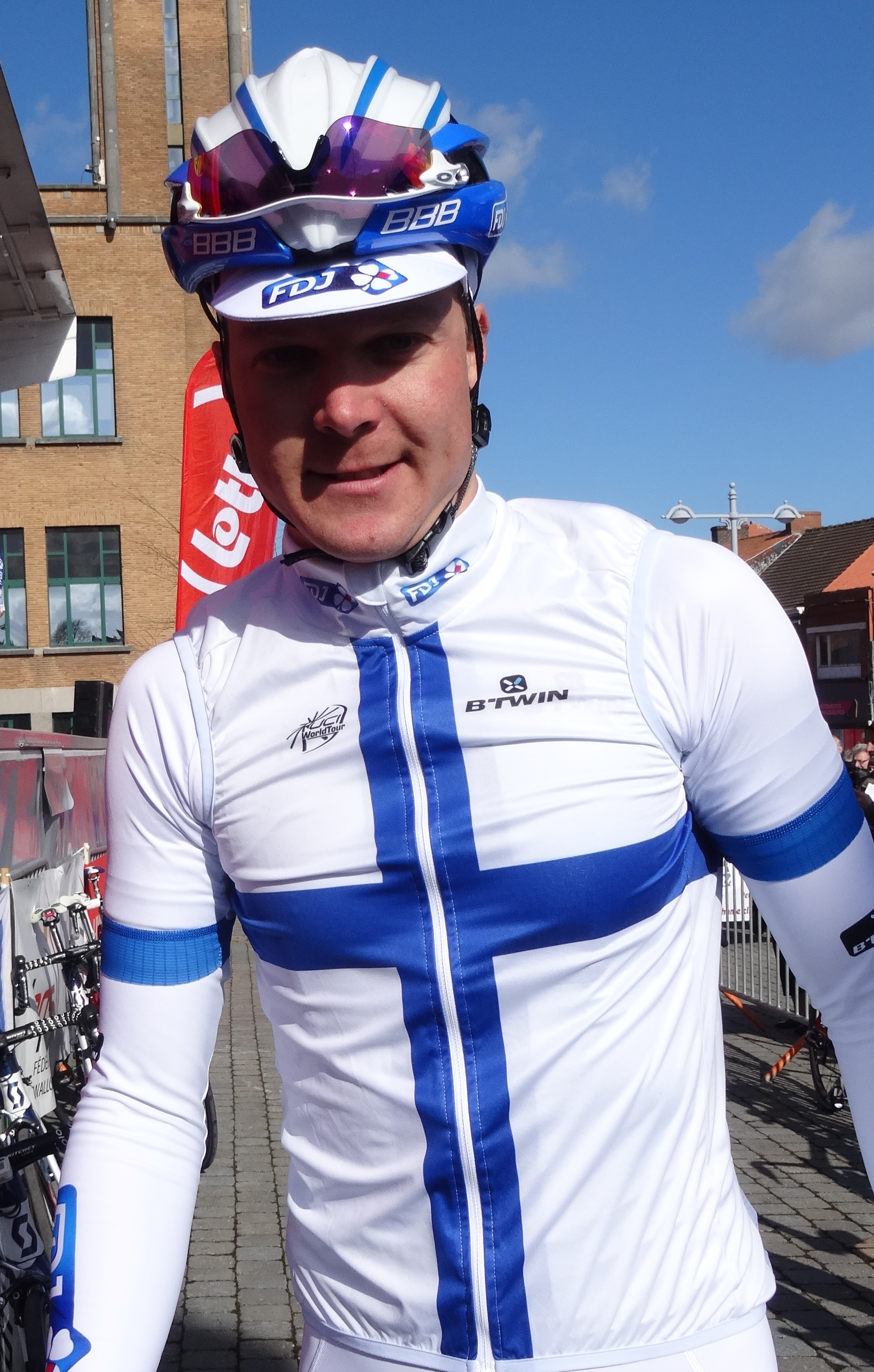
Jussi Veikkanen en 2015

## Classements UCI

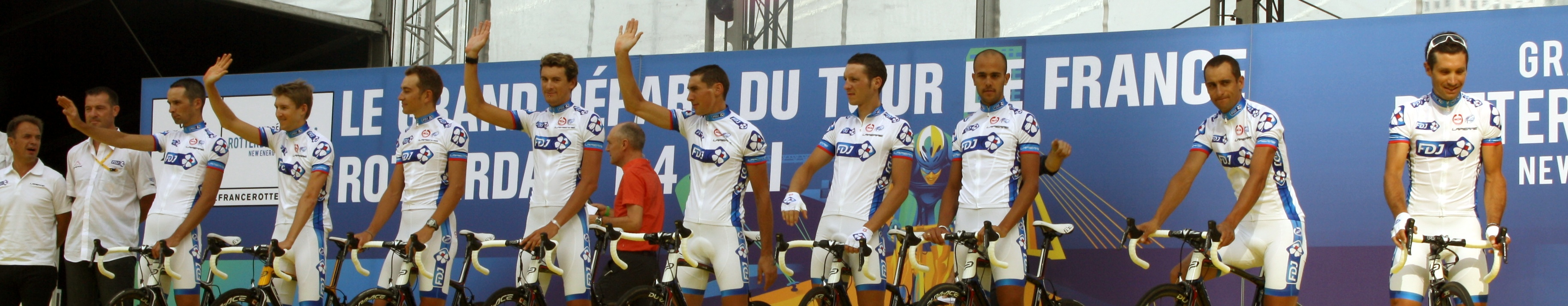
L'équipe FDJ lors de la présentation du Tour de France 2010 à Rotterdam.

Jusqu'en 1998, les équipes cyclistes sont classées par l'UCI dans une division unique. En 1999 le classement UCI par équipes est divisé entre GSI, GSII et GSIII. À l'exception de la saison 2001, l'équipe a fait partie des GSI jusqu'en 2004. Les classements détaillés ci-dessous pour cette période sont ceux de la formation FDJ en fin de saison. Les coureurs demeurent en revanche dans un classement unique.
| Saison | Classement par équipes | Meilleur coureur au classement individuel |
| ------ | ---------------------- | ----------------------------------------- |
| 1997   | 8e                     | Davide Rebellin (17e)                     |
| 1998   | 19e                    | Emmanuel Magnien (22e)                    |
| 1999   | 19e                    | Jean-Cyril Robin (48e)                    |
| 2000   | 21e                    | Lars Michaelsen (80e)                     |
| 2001   | 6e (GSII)              | Bradley McGee (128e)                      |
| 2002   | 21e                    | Baden Cooke (21e)                         |
| 2003   | 14e                    | Baden Cooke (29e)                         |
| 2004   | 17e                    | Bradley McGee (32e)                       |

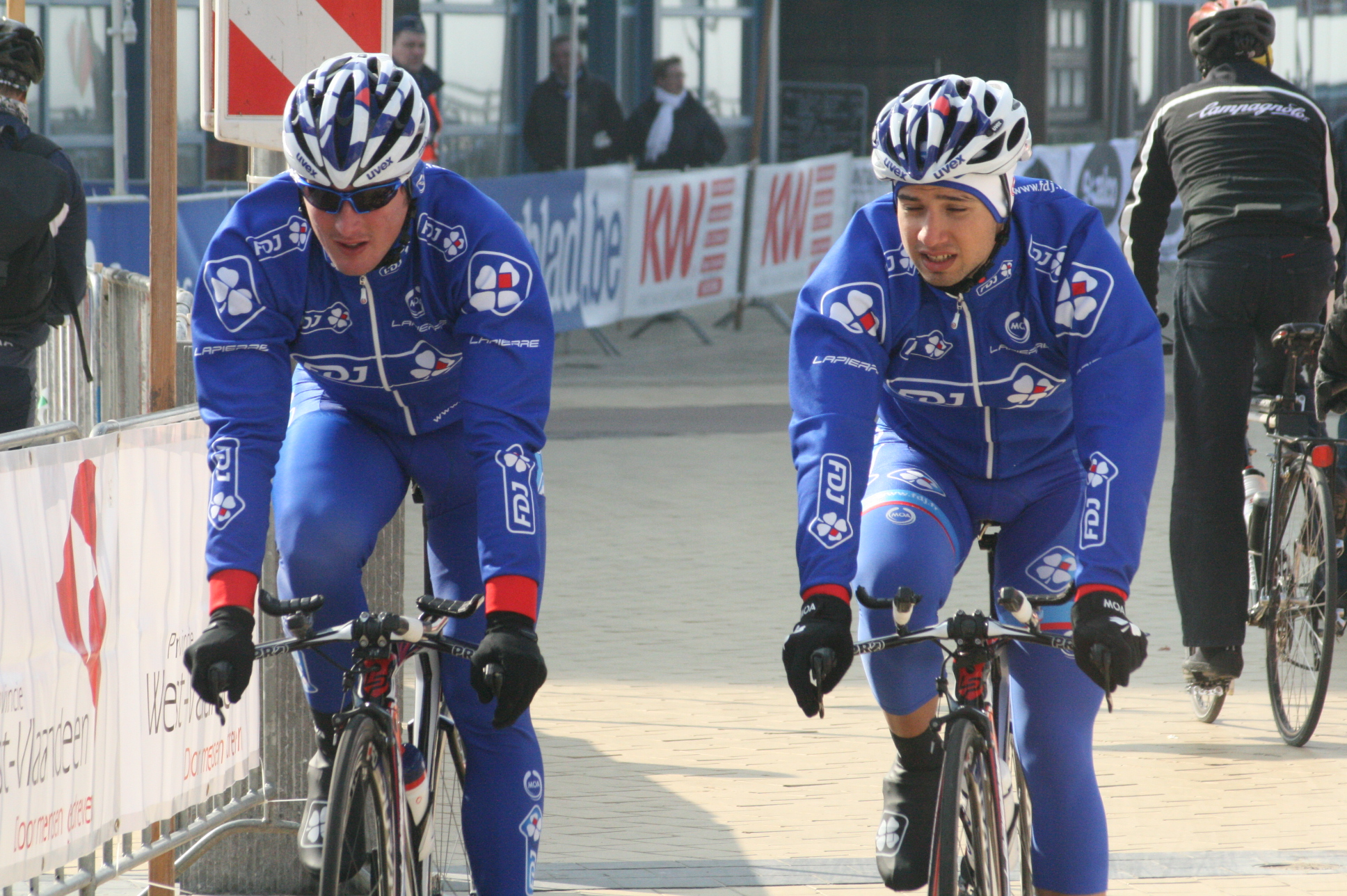
Mickaël Delage et Nacer Bouhanni

À compter de 2005, l'équipe intègre le ProTour. Le tableau ci-dessous présente les classements de l'équipe sur ce circuit, ainsi que son meilleur coureur au classement individuel. En 2009, le classement du ProTour est remplacé par le Classement mondial UCI.
| Saison | Classement par équipes | Meilleur coureur au classement individuel |
| ------ | ---------------------- | ----------------------------------------- |
| 2005   | 20e                    | Thomas Lövkvist (66e)                     |
| 2006   | 20e                    | Frédéric Guesdon (45e)                    |
| 2007   | 19e                    | Christophe Mengin (93e)                   |
| 2008   | 12e                    | Mickaël Delage (43e)                      |

En 2009, le classement du ProTour est remplacé par le Classement mondial UCI.
| Saison | Classement par équipes | Meilleur coureur au classement individuel |
| ------ | ---------------------- | ----------------------------------------- |
| 2009   | 16e                    | Christophe Le Mével (79e)                 |
| 2010   | 22e                    | Sandy Casar (69e)                         |

En 2011, l'équipe ne fait plus partie des équipes ProTour. Elle participe principalement aux épreuves des circuits continentaux. Les tableaux ci-dessous présentent les classements de l'équipe sur les circuits, ainsi que son meilleur coureur au classement individuel. Grâce aux bonnes prestations de ses coureurs, la FDJ remporte le classement par équipes de l'UCI Europe Tour 2011 et devient une équipe du World Tour en 2012. Les coureurs de l'équipe sont à nouveau classés dans les circuits continentaux à partir de 2016.
UCI Africa Tour
| UCI Africa Tour | UCI Africa Tour        | UCI Africa Tour                           | UCI Africa Tour |
| Année           | Classement par équipes | Meilleur coureur au classement individuel |                 |
| --------------- | ---------------------- | ----------------------------------------- | --------------- |
| 2011            | 7e                     | Geoffrey Soupe (23e)                      |                 |
|                 |                        |                                           |                 |
| Source : UCI    |                        |                                           |                 |

UCI America Tour
| UCI America Tour | UCI America Tour       | UCI America Tour                          | UCI America Tour |
| Année            | Classement par équipes | Meilleur coureur au classement individuel |                  |
| ---------------- | ---------------------- | ----------------------------------------- | ---------------- |
| 2016             | -                      | Sébastien Reichenbach (176e)              |                  |
| 2018             | -                      | Antoine Duchesne (32e)                    |                  |
| 2019             | -                      | Antoine Duchesne (316e)                   |                  |
| 2020             | -                      | Antoine Duchesne (128e)                   |                  |
| 2021             | -                      | Antoine Duchesne (74e)                    |                  |
| 2022             | -                      | Antoine Duchesne (201e)                   |                  |
|                  |                        |                                           |                  |
| Source : UCI     |                        |                                           |                  |

UCI Asia Tour
| UCI Asia Tour | UCI Asia Tour          | UCI Asia Tour                             | UCI Asia Tour |
| Année         | Classement par équipes | Meilleur coureur au classement individuel |               |
| ------------- | ---------------------- | ----------------------------------------- | ------------- |
| 2011          | 56e                    | Dominique Rollin (218e)                   |               |
| 2016          | -                      | William Bonnet (47e)                      |               |
|               |                        |                                           |               |
| Source : UCI  |                        |                                           |               |

UCI Europe Tour
| UCI Europe Tour | UCI Europe Tour        | UCI Europe Tour                           | UCI Europe Tour |
| Année           | Classement par équipes | Meilleur coureur au classement individuel |                 |
| --------------- | ---------------------- | ----------------------------------------- | --------------- |
| 2011            | 1er                    | Yauheni Hutarovich (2e)                   |                 |
| 2016            | -                      | Arnaud Démare (21e)                       |                 |
| 2017            | -                      | Arnaud Démare (6e)                        |                 |
| 2018            | -                      | Thibaut Pinot (8e)                        |                 |
| 2019            | -                      | David Gaudu (36e)                         |                 |
| 2020            | -                      | Arnaud Démare (8e)                        |                 |
| 2021            | -                      | David Gaudu (13e)                         |                 |
| 2022            | -                      | Stefan Küng (7e)                          |                 |
| 2023            | -                      | Thibaut Pinot (20e)                       |                 |
| 2024            | -                      | Stefan Küng (23e)                         |                 |
|                 |                        |                                           |                 |
| Source : UCI    |                        |                                           |                 |

UCI Oceania Tour
| UCI Oceania Tour | UCI Oceania Tour       | UCI Oceania Tour                          | UCI Oceania Tour |
| Année            | Classement par équipes | Meilleur coureur au classement individuel |                  |
| ---------------- | ---------------------- | ----------------------------------------- | ---------------- |
| 2019             | -                      | Miles Scotson (62e)                       |                  |
| 2020             | -                      | Miles Scotson (68e)                       |                  |
| 2021             | -                      | Miles Scotson (22e)                       |                  |
| 2022             | -                      | Michael Storer (15e)                      |                  |
| 2023             | -                      | Laurence Pithie (11e)                     |                  |
|                  |                        |                                           |                  |
| Source : UCI     |                        |                                           |                  |

À partir de 2012, l'équipe participe à l'UCI World Tour.
| UCI World Tour | UCI World Tour         | UCI World Tour                            | UCI World Tour |
| Année          | Classement par équipes | Meilleur coureur au classement individuel |                |
| -------------- | ---------------------- | ----------------------------------------- | -------------- |
| 2012           | 18e                    | Arnaud Démare (60e)                       |                |
| 2013           | 17e                    | Thibaut Pinot (33e)                       |                |
| 2014           | 16e                    | Thibaut Pinot (32e)                       |                |
| 2015           | 15e                    | Thibaut Pinot (10e)                       |                |
| 2016           | 11e                    | Thibaut Pinot (17e)                       |                |
| 2017           | 17e                    | Thibaut Pinot (22e)                       |                |
| 2018           | 14e                    | Thibaut Pinot (17e)                       |                |
|                |                        |                                           |                |
| Source : UCI   |                        |                                           |                |

En 2016, le Classement mondial UCI qui prend en compte toutes les épreuves UCI est mis en place parallèlement à l'UCI World Tour et aux circuits continentaux. Il remplace définitivement l'UCI World Tour en 2019.
| Classement mondial | Classement mondial     | Classement mondial                        | Classement mondial |
| Année              | Classement par équipes | Meilleur coureur au classement individuel |                    |
| ------------------ | ---------------------- | ----------------------------------------- | ------------------ |
| 2016               | -                      | Thibaut Pinot (25e)                       |                    |
| 2017               | -                      | Thibaut Pinot (14e)                       |                    |
| 2018               | -                      | Thibaut Pinot (13e)                       |                    |
| 2019               | 12e                    | David Gaudu (47e)                         |                    |
| 2020               | 9e                     | Arnaud Démare (9e)                        |                    |
| 2021               | 9e                     | David Gaudu (16e)                         |                    |
| 2022               | 7e                     | Stefan Küng (7e)                          |                    |
| 2023               | 7e                     | Thibaut Pinot (21e)                       |                    |
| 2024               | 10e                    | Stefan Küng (28e)                         |                    |
|                    |                        |                                           |                    |
| Source : UCI       |                        |                                           |                    |

## Principales victoires

### Jeux olympiques
Piste :
- Titre olympique de poursuite par équipes à Athènes : 2004 (Bradley McGee)

### Championnats du monde
Route : 
- Championnat du monde du contre-la-montre par équipes en relais mixte : 2022 et 2023 (Stefan Küng)

Piste :
- Championnat du monde de poursuite : 2002 (Bradley McGee) et 2003 (Bradley Wiggins)
- Championnat du monde de l'américaine : 2002 (Franck Perque)
- Championnat du monde de l'omnium : 2020 (Benjamin Thomas)
- Championnat du monde de course aux points : 2021 (Benjamin Thomas)

### Championnats d'Europe
- Championnats d'Europe sur route : 4
  - Contre-la-montre relais mixte : 2019 (Ramon Sinkeldam) et 2023 (Bruno Armirail)
  - Contre-la-montre : 2020 et 2021 (Stefan Küng)

- Championnats d'Europe sur piste : 2
  - Omnium : 2019 (Benjamin Thomas)
  - Course aux points : 2021 (Benjamin Thomas)

### Jeux du Commonwealth
Piste :
- Manchester 2002
  -  Médaille d'or en poursuite (Bradley McGee)

### Courses d'un jour

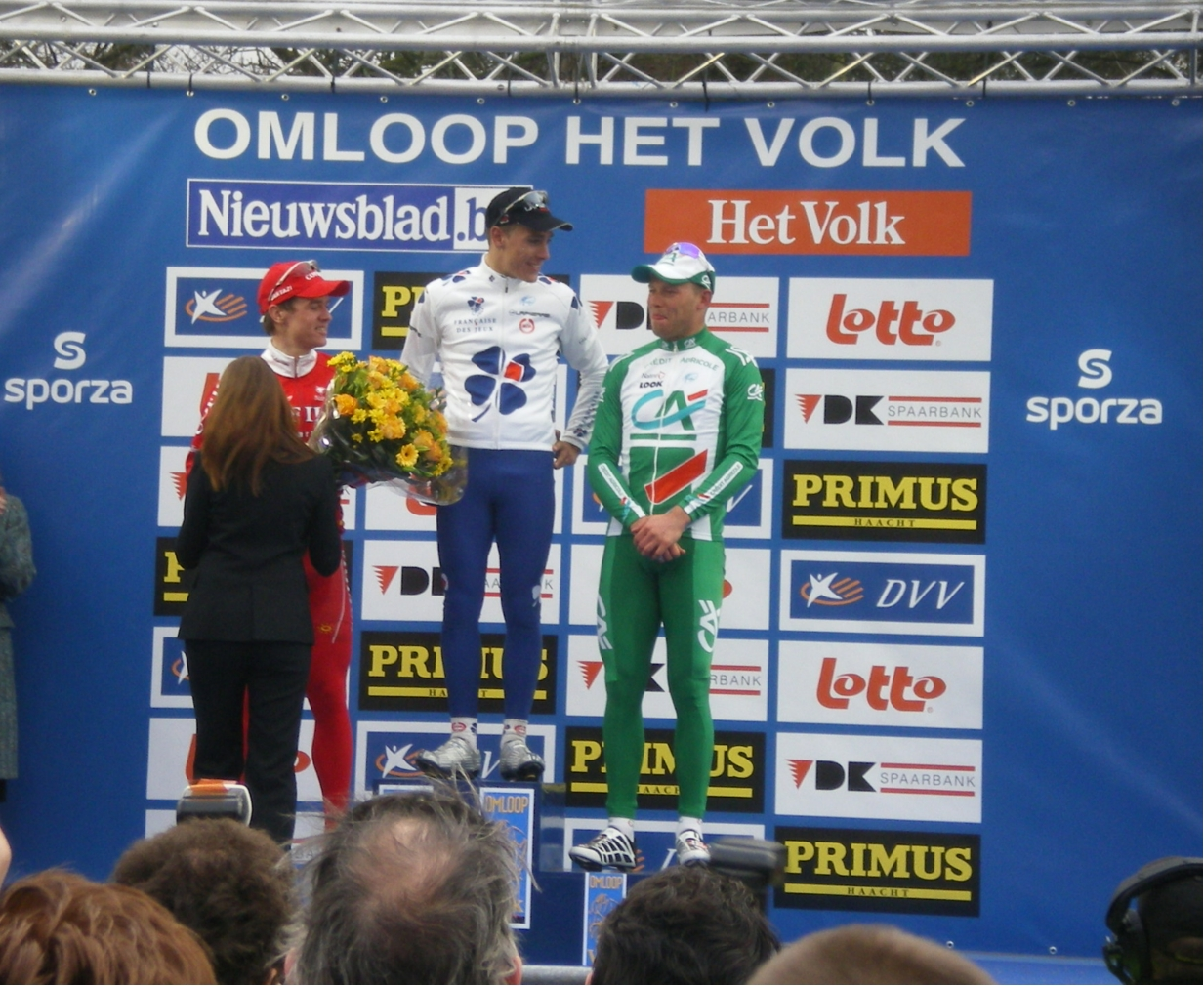
Philippe Gilbert sur le podium du Circuit Het Volk 2008

Victoires sur les classiques de niveau World Tour ou équivalent (en gras les victoires sur les classiques « Monuments ») :
- Paris-Roubaix : 1997 (Frédéric Guesdon)
- Classique de Saint-Sébastien : 1997 (Davide Rebellin)
- Grand Prix de Zurich : 1997 (Davide Rebellin)
- Bretagne Classic : 1999 (Christophe Mengin) et 2023 (Valentin Madouas)
- Paris-Tours : 2006 (Frédéric Guesdon), 2008 (Philippe Gilbert), 2021[85] et 2022 (Arnaud Démare)
- Vattenfall Cyclassics : 2012 (Arnaud Démare)
- Milan-San Remo : 2016 (Arnaud Démare)
- Tour de Lombardie : 2018 (Thibaut Pinot)
- Cadel Evans Great Ocean Road Race : 2024 (Laurence Pithie)

Victoires sur les autres courses d'un jour :
- Coppa Sabatini : 1998 (Emmanuel Magnien)
- Polymultipliée Lyonnaise : 1998 (Emmanuel Magnien)
- Grand Prix de Villers-Cotterêts : 1999 (Cyril Saugrain), 2005 (Bradley McGee)
- Grand Prix La Marseillaise : 2000 (Emmanuel Magnien), 2004 (Baden Cooke), 2011 (Jérémy Roy), 2017 (Arthur Vichot), 2024 (Kevin Geniets)
- Le Samyn : 2000 (Frank Høj), 2008 (Philippe Gilbert), 2012 (Arnaud Démare)
- Memorial Rik Van Steenbergen : 2000 (Lars Michaelsen)
- Tro Bro Leon : 2001 (Jacky Durand), 2008 (Frédéric Guesdon), 2010 (Jérémy Roy), 2013 (Francis Mourey), 2015 (Alexandre Geniez)
- Paris-Bruxelles : 2001 (Emmanuel Magnien)
- Cholet-Pays de la Loire : 2002 (Jimmy Casper), 2003 (Christophe Mengin), 2012 (Arnaud Démare), 2019 (Marc Sarreau) et 2023 (Laurence Pithie)
- À travers les Flandres : 2002 (Baden Cooke)
- Championnat des Flandres : 2002 (Jimmy Casper), 2003 (Baden Cooke), 2014 (Arnaud Démare)
- Grand Prix de Fourmies : 2003 (Baden Cooke), 2006 (Philippe Gilbert), 2013 (Nacer Bouhanni)
- Trophée des Grimpeurs : 2005 (Philippe Gilbert)
- Polynormande : 2005 (Philippe Gilbert), 2007 (Benoît Vaugrenard), 2007 (Arnaud Gérard), 2009 (Matthieu Ladagnous), 2021 (Valentin Madouas)
- Circuit Het Volk : 2006 et 2008 (Philippe Gilbert)
- Grand Prix de Wallonie : 2006 (Philippe Gilbert)
- Paris-Camembert : 2007 (Sébastien Joly), 2013 (Pierrick Fédrigo)
- Grand Prix de Denain : 2007 (Sébastien Chavanel), 2013 et 2017 (Arnaud Démare), 2014 (Nacer Bouhanni)
- Trofeo Mallorca : 2008 (Philippe Gilbert)
- Trofeo Soller : 2008 (Philippe Gilbert)
- Flèche brabançonne : 2009 (Anthony Geslin)
- Route Adélie de Vitré : 2009 (Jérôme Coppel), 2019 (Marc Sarreau)
- Grand Prix de la Somme : 2009 (Yauheni Hutarovich), 2011 (Anthony Roux)
- Grand Prix d'Isbergues : 2009 (Benoît Vaugrenard), 2013, 2014 et 2022 (Arnaud Démare)
- Grand Prix de Plumelec-Morbihan : 2010 (Wesley Sulzberger)
- Boucles du Sud Ardèche/Classic de l'Ardèche : 2011 (Arthur Vichot), 2012 (Rémi Pauriol), 2021 (David Gaudu), 2025 (Romain Grégoire)
- Coppa Bernocchi : 2011 (Yauheni Hutarovich)
- Tour du Doubs : 2011 (Arthur Vichot), 2019 (Stefan Küng), 2022 (Valentin Madouas), 2024 (Lenny Martinez)
- Prix national de clôture : 2011 (Yauheni Hutarovich)
- Halle-Ingooigem : 2012 (Nacer Bouhanni), 2014 (Arnaud Démare)
- Val d'Ille U Classic 35 : 2013 (Nacer Bouhanni)
- La Roue Tourangelle : 2013 (Mickaël Delage), 2015 (Lorrenzo Manzin), 2018 (Marc Sarreau), 2021 (Arnaud Démare)
- Boucles de l'Aulne : 2013 (Matthieu Ladagnous), 2017 (Odd Christian Eiking)
- RideLondon-Surrey Classic : 2013 (Arnaud Démare)
- Tour de Vendée : 2013 (Nacer Bouhanni), 2019 (Marc Sarreau)
- Binche-Chimay-Binche : 2016 (Arnaud Démare)
- Paris-Chauny : 2018 (Ramon Sinkeldam)
- Paris-Bourges : 2018 (Valentin Madouas), 2019 (Marc Sarreau)
- Milan-Turin : 2018 (Thibaut Pinot), 2020 (Arnaud Démare)
- Chrono des Nations-Les Herbiers-Vendée : 2021, 2022 et 2024 (Stefan Küng)
- Tour du Finistère : 2023 (Paul Penhoet)
- Brussels Classic : 2017 et 2023 (Arnaud Démare)
- CIC-Mont Ventoux : 2023 (Lenny Martinez)
- Classic Var : 2024 (Lenny Martinez)
- Classic Grand Besançon Doubs : 2024 (Lenny Martinez) et 2025 (Guillaume Martin-Guyonnet)
- Tour du Jura : 2024 (Lenny Martinez) et 2025 (Guillaume Martin-Guyonnet)
- Mercan'Tour Classic Alpes-Maritimes : 2024 (Lenny Martinez)
- Trofeo Laigueglia : 2024 (Lenny Martinez)

### Courses par étapes
- Tour du Limousin : 1999 (Stéphane Heulot), 2023 (Romain Grégoire)
- Paris-Corrèze : 2002 (Baden Cooke), 2004 (Philippe Gilbert), 2005 (Frédéric Finot)
- Herald Sun Tour : 2002 (Baden Cooke)
- Circuit de la Sarthe : 2004 (Thomas Löfkvist), 2011 (Anthony Roux), 2016 (Marc Fournier)
- Route du Sud : 2004 (Bradley McGee), 2005 (Sandy Casar)
- Étoile de Bessèges : 2005 (Freddy Bichot)
- Tropicale Amissa Bongo : 2006 (Jussi Veikkanen), 2007 (Frédéric Guesdon), 2008 (Lilian Jegou), 2009 (Matthieu Ladagnous)
- Quatre Jours de Dunkerque : 2007 (Matthieu Ladagnous), 2013 et 2014 (Arnaud Démare), 2023 (Romain Grégoire)
- Tour de Picardie : 2008 (Sébastien Chavanel), 2014 (Arnaud Démare)
- Tour Poitou-Charentes en Nouvelle-Aquitaine : 2008 (Benoît Vaugrenard), 2018, 2020 (Arnaud Démare), 2022 (Stefan Küng)
- Tour du Haut Var : 2005[86] (Philippe Gilbert), 2010 (Christophe Le Mével), 2013, 2016, 2017 (Arthur Vichot) et 2019 (Thibaut Pinot)
- Circuit des Ardennes : 2011 (Gianni Meersman)
- Circuit de Lorraine : 2011 (Anthony Roux), 2012 (Nacer Bouhanni)
- Tour Alsace : 2011 (Thibaut Pinot)
- Semaine cycliste lombarde : 2011 (Thibaut Pinot)
- Tour de l'Ain : 2015 (Alexandre Geniez), 2017, 2019 (Thibaut Pinot), 2018 (Arthur Vichot) et 2023 (Michael Storer)
- Tour du Gévaudan Languedoc-Roussillon : 2015 (Thibaut Pinot)
- Critérium International : 2016 (Thibaut Pinot)
- Tour des Alpes : 2018 (Thibaut Pinot)
- Tour de Wallonie : 2020 (Arnaud Démare)
- Tour de la Communauté valencienne : 2021 (Stefan Küng)
- Boucles de la Mayenne : 2021 (Arnaud Démare)

### Championnats nationaux
Route:
- Championnats d'Australie sur route : 1

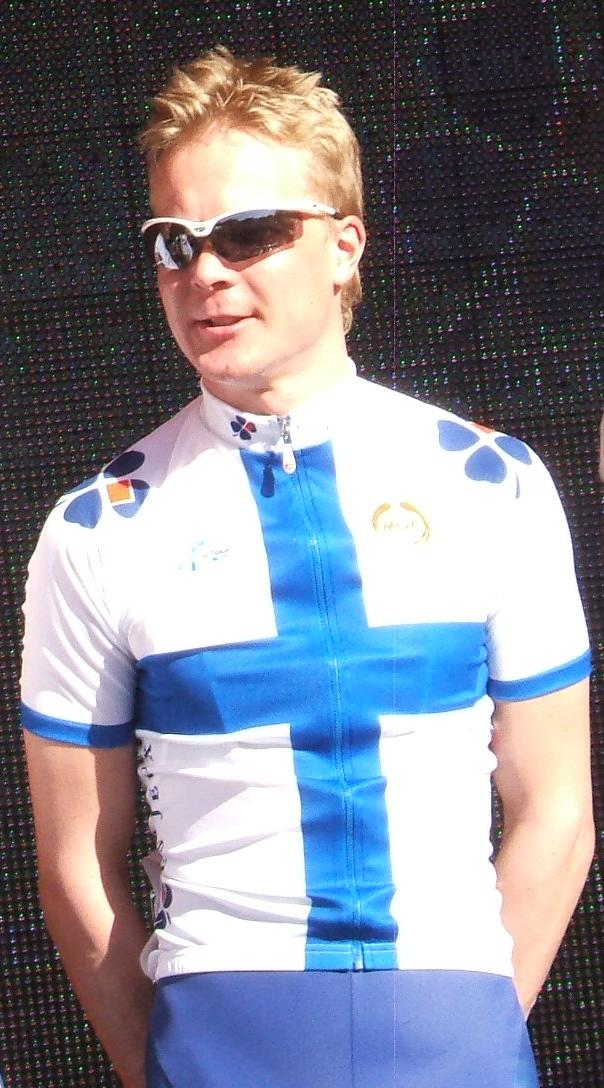
Jussi Veikkanen vêtu du maillot de champion de Finlande en 2009

  - Course en ligne : 2004 (Matthew Wilson)
- Championnats de Biélorussie sur route : 3
  - Course en ligne : 2008, 2009 et 2012 (Yauheni Hutarovich)
- Championnats du Canada sur route : 1
  - Course en ligne : 2018 (Antoine Duchesne)
- Championnats de Finlande sur route : 6
  - Course en ligne : 2005, 2006, 2008, 2010, 2013 et 2014 (Jussi Veikkanen)
- Championnats de France sur route : 14
  - Course en ligne : 2002 (Nicolas Vogondy), 2012 (Nacer Bouhanni), 2013, 2016 (Arthur Vichot), 2014, 2017, 2020 (Arnaud Démare), 2018 (Anthony Roux) et 2023 (Valentin Madouas)
  - Contre-la-montre : 2007 (Benoît Vaugrenard), 2016 (Thibaut Pinot), 2019, 2021 (Benjamin Thomas) et 2022 (Bruno Armirail)
- Champion de Grande-Bretagne sur route : 2
  - Course en ligne espoirs : 2023 (Samuel Watson)
  - Critérium : 2024 (Lewis Askey)
- Championnats de Hongrie sur route : 1
  - Course en ligne : 2022 (Attila Valter)
- Championnats du Luxembourg sur route : 4
  - Course en ligne : 2020, 2021 et 2024 (Kevin Geniets)
  - Contre-la-montre : 2021 (Kevin Geniets)
- Championnats de Lituanie sur route : 4
  - Course en ligne : 2017 et 2021 (Ignatas Konovalovas)
  - Contre-la-montre : 2016 et 2017 (Ignatas Konovalovas)
- Championnats de Suède sur route : 5
  - Course en ligne : 2006 (Thomas Lövkvist)
  - Contre-la-montre : 2004 (Thomas Lövkvist), 2006 (Gustav Larsson), 2017 et 2018 (Tobias Ludvigsson)
- Championnats de Suisse sur route : 7
  - Course en ligne : 2018 (Steve Morabito), 2019 (Sébastien Reichenbach) et 2020 (Stefan Küng)
  - Contre-la-montre : 2019, 2020, 2021 et 2024 (Stefan Küng)

Cyclo-cross :
- Championnats de Finlande de cyclo-cross : 1
  - Élites : 2006 (Jussi Veikkanen)
- Championnats de France de cyclo-cross : 10
  - Élites : 1997, 1998 (Christophe Mengin), 2005, 2007, 2008, 2009, 2010, 2011, 2013 et 2014 (Francis Mourey)

Piste :
- Championnats de France sur piste : 7
  - Course aux points : 2000 (Franck Perque)
  - Poursuite individuelle : 2004 (Fabien Sanchez), 2005 (Fabien Sanchez) et 2011 (Matthieu Ladagnous)
  - Poursuite par équipes : 2006 (Matthieu Ladagnous et Mickaël Delage)
  - Poursuite par équipes espoirs : 2005 (Fabien Patanchon)
  - Scratch : 2015 (Kévin Reza)

### Coupe de France
- Classement général individuel : 4
  - 2005 (Philippe Gilbert)
  - 2007 (Sébastien Chavanel)
  - 2019 (Marc Sarreau)
  - 2023 (Paul Penhoët)
- Classement des jeunes : 5
  - 2002 (Sandy Casar)
  - 2005 (Philippe Gilbert)
  - 2012 (Arnaud Demare)
  - 2017 (David Gaudu)
  - 2023 (Paul Penhoët)
- Classement par équipes : 7
  - 1997, 1999, 2005, 2008, 2009, 2011 et 2013

## Bilan sur les grands tours
- Tour de France :

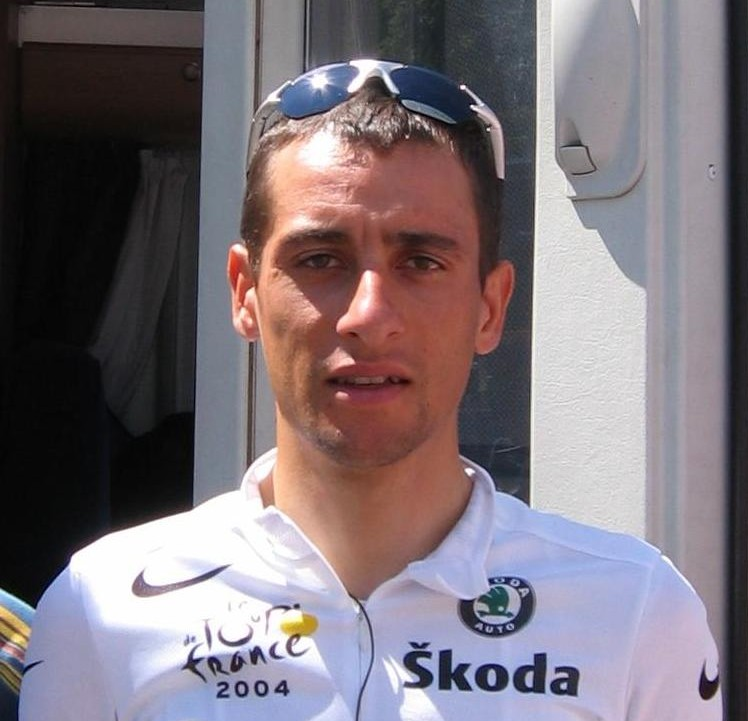
Sandy Casar en 2004

  - 28 participations (1997, 1998, 1999, 2000, 2001, 2002, 2003, 2004, 2005, 2006, 2007, 2008, 2009, 2010, 2011, 2012, 2013, 2014, 2015, 2016, 2017, 2018, 2019, 2020, 2021, 2022, 2023, 2024)
  - 13 victoires d'étapes :
    - 1 en 1997 : Christophe Mengin
    - 1 en 2002 : Bradley McGee
    - 2 en 2003 : Bradley McGee, Baden Cooke
    - 1 en 2007 : Sandy Casar
    - 1 en 2009 : Sandy Casar
    - 1 en 2010 : Sandy Casar
    - 2 en 2012 : Thibaut Pinot, Pierrick Fédrigo
    - 1 en 2015 : Thibaut Pinot
    - 1 en 2017 : Arnaud Démare
    - 1 en 2018 : Arnaud Démare
    - 1 en 2019 : Thibaut Pinot

  - Meilleur classement général : 3e (Thibaut Pinot en 2014)
  - Classements annexes : 3
    -  Classement par points : 2003 (Baden Cooke)
    -  Prix de la combativité : 2011 (Jérémy Roy)
    -  Classement du meilleur jeune : 2014 (Thibaut Pinot)

- Tour d'Italie
  - 21 participations (2000, 2003, 2004, 2005, 2006, 2007, 2008, 2012, 2013, 2014, 2015, 2016, 2017, 2018, 2019, 2020, 2021, 2022, 2023, 2024, 2025)
  - 14 victoires d'étapes :
    - 1 en 2000 : Fabrizio Guidi
    - 1 en 2004 : Bradley McGee
    - 3 en 2014 : Nacer Bouhanni (3)
    - 1 en 2017 : Thibaut Pinot
    - 1 en 2019 : Arnaud Démare
    - 4 en 2020 : Arnaud Démare (4)
    - 3 en 2022 : Arnaud Démare (3)

  - Meilleur classement général : 4e (Thibaut Pinot en 2017)
  - Classements annexes : 4
    - Classement par points : 2014 (Nacer Bouhanni), 2020 et 2022 (Arnaud Démare)
    - Classement de la montagne : 2023 (Thibaut Pinot)

- Tour d'Espagne
  - 19 participations (2005, 2006, 2007, 2008, 2009, 2010, 2012, 2013, 2014, 2015, 2016, 2017, 2018, 2019, 2020, 2021, 2022, 2023, 2024)
  - 12 victoires d'étapes :
    - 1 en 2009 : Anthony Roux
    - 1 en 2010 : Yauheni Hutarovich
    - 2 en 2013 : Alexandre Geniez, Kenny Elissonde
    - 2 en 2014 : Nacer Bouhanni (2)
    - 1 en 2016 : Alexandre Geniez
    - 2 en 2018 : Thibaut Pinot (2)
    - 2 en 2020 : David Gaudu (2)
    - 1 en 2024 : Stefan Küng

  - Meilleur classement général : 6e (Thibaut Pinot en 2018)

## Principaux coureurs depuis les débuts
Ce tableau présente les résultats obtenus au sein de l'équipe par une sélection de coureurs qui se sont distingués soit par le rôle de leader ou de capitaine de route qui leur a été attribué pendant tout ou partie de leur passage dans l'équipe, leur longévité au sein de celle-ci, soit en remportant une course majeure pour l'équipe, soit encore par leur place dans l'histoire du cyclisme en général. La majorité des coureurs cités se distinguent par plusieurs de ces caractéristiques.
| Nom                 | Naissance | Nationalité      | Arrivée | Départ | Résultats |
| ------------------- | --------- | ---------------- | ------- | ------ | --- |
| Davide Rebellin     | 1971      | Italie           | 1997    | 1997   | Classique de Saint-Sébastien (1997) Grand Prix de Suisse (1997) |
| Maximilian Sciandri | 1967      | Grande-Bretagne  | 1997    | 1999   | 2 étapes du Critérium du Dauphiné (1998) |
| Damien Nazon        | 1974      | France           | 1997    | 1999   | 1 étape du Critérium du Dauphiné (1998) |
| Christophe Bassons  | 1974      | France           | 1999    | 1999   | 1 étape du Critérium du Dauphiné (1999) |
| Fabrizio Guidi      | 1972      | Italie           | 2000    | 2000   | 1 étape du Tour d'Italie (2000) |
| Jacky Durand        | 1967      | France           | 2001    | 2003   | 1 étape du Critérium du Dauphiné (2002) |
| Nicolas Fritsch     | 1978      | France           | 2000    | 2004   | 3e du Tour de Suisse (2002) |
| Baden Cooke         | 1978      | Australie        | 2002    | 2005   | Meilleur sprinteur du Tour de France (2003) 1 étape du Tour de France (2003) 1 étape du Tour de Suisse (2003) 1 étape du Tour de Pologne (2005) |
| Bernhard Eisel      | 1981      | Autriche         | 2003    | 2006   | 1 étape du Tour de Suisse (2005) |
| Bradley McGee       | 1976      | Australie        | 1998    | 2007   | 2 étapes du Tour de France (2002, 2003) 2 étapes du Tour de Suisse (2003, 2005) 1 étape du Tour d'Italie (2004) 1 étape du Critérium du Dauphiné (2002) 1 étape du Tour de Romandie (2004) |
| Christophe Mengin   | 1968      | France           | 1997    | 2008   | Bretagne Classic (1999) 1 étape du Tour de France (1997) |
| Philippe Gilbert    | 1982      | Belgique         | 2003    | 2008   | Paris-Tours (2008) 1 étape du Critérium du Dauphiné (2006) 1 étape du Benelux Tour (2006) |
| Frédéric Guesdon    | 1971      | France           | 1997    | 2012   | Paris-Roubaix (1997) Paris-Tours (2006) 2 étapes du Critérium du Dauphiné (2000, 2002) |
| Yauheni Hutarovich  | 1983      | Biélorussie      | 2008    | 2012   | 1 étape du Tour d'Espagne (2010) 1 étape du Tour de Pologne (2010) |
| Sandy Casar         | 1979      | France           | 2000    | 2013   | 3 étapes du Tour de France (2007, 2009, 2010) 1 étape du Tour de Suisse (2003) 2e de Paris-Nice (2002) 6e du Tour d'Italie (2006) |
| Nacer Bouhanni      | 1990      | France           | 2011    | 2014   | Meilleur sprinteur du Tour d'Italie (2014) 3 étapes du Tour d'Italie (2014) 2 étapes du Tour d'Espagne (2014) 2 étapes du Tour de Pékin (2013) 2 étapes de Paris-Nice (2013, 2014) 1 étape du Benelux Tour (2014) |
| Pierrick Fédrigo    | 1978      | France           | 2011    | 2014   | 1 étape du Tour de France (2012) 2e du Grand Prix de Montréal (2011) |
| Yoann Offredo       | 1986      | France           | 2008    | 2016   | 3e du Grand Prix de Plouay (2010) |
| Kenny Elissonde     | 1991      | France           | 2012    | 2016   | 1 étape du Tour d'Espagne (2013) |
| Alexandre Geniez    | 1988      | France           | 2013    | 2016   | 2 étapes du Tour d'Espagne (2013, 2016) |
| Johan Le Bon        | 1990      | France           | 2013    | 2017   | 1 étape du Benelux Tour (2015) |
| Jérémy Roy          | 1983      | France           | 2003    | 2018   | 1 étape de Paris-Nice (2009) |
| Arthur Vichot       | 1988      | France           | 2010    | 2018   | 1 étape du Critérium du Dauphiné (2012) 1 étape de Paris-Nice (2014) 3e de Paris-Nice (2014) 2e du Grand Prix de Québec (2013) 3e du Grand Prix de Plouay (2014) |
| Davide Cimolai      | 1989      | Italie           | 2017    | 2018   | 1 étape du Tour de Catalogne (2017) |
| Anthony Roux        | 1987      | France           | 2008    | 2022   | 1 étape du Tour d'Espagne (2009) 3e de la Classique de Saint-Sébastien (2018) 3e du Grand Prix de Québec (2016) |
| Thibaut Pinot       | 1990      | France           | 2010    | 2023   | Meilleur jeune du Tour de France (2014) Meilleur grimpeur du Tour d'Italie (2023) Tour de Lombardie (2018) 3 étapes du Tour de France (2012, 2015, 2019) 2 étapes du Tour de Romandie (2015, 2016) 2 étapes du Tour d'Espagne (2018) 2 étapes du Tour de Suisse (2015, 2022) 1 étape du Critérium du Dauphiné (2016) 1 étape du Tour d'Italie (2017) 5e du Tour d'Italie (2023) 6e du Tour d'Espagne (2018) 4e du Tour d'Italie (2017) 3e du Tour de France (2014) 2° du Critérium du Dauphiné (2020) 2e du Tour de Romandie (2016) 3e du Tour de Pologne (2018) 3e de Tirreno-Adriatico (2017) 3e du Tour de Lombardie (2015) |
| Arnaud Démare       | 1991      | France           | 2012    | 2023   | Meilleur sprinteur du Tour d'Italie (2020 et 2022) Vattenfall Cyclassics (2012) Milan-San Remo (2016) 8 étapes du Tour d'Italie (2019, 4x 2020, 3x 2022) 3 étapes de Paris-Nice (2016, 2017, 2018) 2 étapes du Tour de France (2017, 2018) 2 étapes du Tour de Suisse (2013, 2018) 1 étape du Benelux Tour (2013) 1 étape du Critérium du Dauphiné (2017) 1 étape du Tour de Pologne (2022) 2e de la Cyclassics Hamburg (2017, 2018) 2e de Gand-Wevelgem (2014) 3e de Milan-San Remo (2018) 3e de Gand-Wevelgem (2018) |
| Jake Stewart        | 1999      | Royaume-Uni      | 2020    | 2023   | 2e du Circuit Het Nieuwsblad (2021) |
| Laurence Pithie     | 2002      | Nouvelle-Zélande | 2023    | 2024   | Cadel Evans Great Ocean Road Race (2024) |
| David Gaudu         | 1996      | France           | 2017    |        | 2 étapes du Tour d'Espagne (2020) 1 étape du Tour de Romandie (2019) 1 étape du Tour du Pays basque (2021) 1 étape du Critérium du Dauphiné (2022) 4e du Tour de France (2022) 2e de Paris-Nice (2024) 3e de Liège-Bastogne-Liège (2021) 3e du Tour des Émirats arabes unis (2019) |
| Rudy Molard         | 1989      | France           | 2017    |        | 1 étape de Paris-Nice (2017) 3e du Grand Prix de Québec (2024) |
| Valentin Madouas    | 1996      | France           | 2018    |        | Bretagne Classic (2023) 2e des Strade Bianche (2023) 3e du Tour des Flandres (2022) 10e du Tour d'Italie (2022) |
| Stefan Küng         | 1993      | Suisse           | 2019    |        | Champion d'Europe du contre-la-montre (2020 et 2021) 2 étapes du Tour de Suisse (2021, 2023) 1 étape du Tour de Romandie (2019) 1 étape du Tour d'Espagne (2024) 3e d'À travers les Flandres (2024) 3e d'E3 Saxo Bank Classic (2022) 3e de Paris-Roubaix (2022) 3e du BinckBank Tour (2020) |
| Romain Grégoire     | 2003      | France           | 2023    |        | 1 étape du Tour du Pays basque (2024) |

## Groupama-FDJ en 2025
| Effectif 2025                                | Effectif 2025     | Effectif 2025    | Effectif 2025                                 |
| Cycliste                                     | Date de naissance | Pays             | Équipe précédente                             |
| -------------------------------------------- | ----------------- | ---------------- | --------------------------------------------- |
| Lewis Askey                                  | 4 mai 2001        | Royaume-Uni      | Équipe continentale Groupama-FDJ (2021)       |
| Cyril Barthe                                 | 14 février 1996   | France           | Burgos-BH (2023)                              |
| Clément Braz Afonso                          | 8 novembre 1999   | France           | CIC U Nantes Atlantique (2024)                |
| Sven Erik Bystrøm                            | 21 janvier 1992   | Norvège          | Intermarché-Circus-Wanty (2023)               |
| Rémi Cavagna                                 | 10 août 1995      | France           | Movistar Team (2024)                          |
| Clément Davy                                 | 17 juillet 1998   | France           | Équipe continentale Groupama-FDJ (2020)       |
| Tom Donnenwirth                              | 19 janvier 1998   | France           | Decathlon AG2R La Mondiale Development (2024) |
| David Gaudu                                  | 10 octobre 1996   | France           | Côtes d'Armor-Marie Morin (2016)              |
| Kevin Geniets                                | 9 janvier 1997    | Luxembourg       | Équipe continentale Groupama-FDJ (2019)       |
| Lorenzo Germani                              | 3 mars 2002       | Italie           | Équipe continentale Groupama-FDJ (2022)       |
| Romain Grégoire                              | 21 janvier 2003   | France           | Équipe continentale Groupama-FDJ (2022)       |
| Thibaud Gruel                                | 1 mai 2004        | France           | Équipe continentale Groupama-FDJ (2024)       |
| Johan Jacobs                                 | 1 mars 1997       | Suisse           | Movistar Team (2024)                          |
| Stefan Küng                                  | 16 novembre 1993  | Suisse           | BMC Racing Team (2018)                        |
| Olivier Le Gac                               | 27 août 1993      | France           | BIC 2000 (2014)                               |
| Eddy Le Huitouze                             | 3 avril 2003      | France           | Équipe continentale Groupama-FDJ (2023)       |
| Valentin Madouas                             | 12 juillet 1996   | France           | BIC 2000 (2016)                               |
| Guillaume Martin-Guyonnet                    | 9 juin 1993       | France           | Cofidis (2024)                                |
| Rudy Molard                                  | 17 septembre 1989 | France           | Cofidis, Solutions Crédits (2016)             |
| Quentin Pacher                               | 6 janvier 1992    | France           | B&B Hotels p/b KTM (2021)                     |
| Enzo Paleni                                  | 30 mai 2002       | France           | Équipe continentale Groupama-FDJ (2022)       |
| Paul Penhoët                                 | 28 décembre 2001  | France           | Équipe continentale Groupama-FDJ (2022)       |
| Rémy Rochas                                  | 18 mai 1996       | France           | Cofidis (2023)                                |
| Brieuc Rolland                               | 13 septembre 2003 | France           | Équipe continentale Groupama-FDJ (2024)       |
| Clément Russo                                | 20 janvier 1995   | France           | Arkéa-Samsic (2023)                           |
| Lars van den Berg (1 janv.–13 mars)          | 7 juillet 1998    | Pays-Bas         | Équipe continentale Groupama-FDJ (2020)       |
| Matthew Walls                                | 20 avril 1998     | Royaume-Uni      | Bora-Hansgrohe (2023)                         |
| Lewis Bower (1 juin–31 déc.)                 | 14 octobre 2004   | Nouvelle-Zélande | Équipe continentale Groupama-FDJ (2025)       |
| Aurélien Kayser (1 août–31 déc., stagiaire)  | 21 mars 2006      | France           |                                               |
| Victor Loulergue (1 août–31 déc., stagiaire) | 27 octobre 2004   | France           | AG2R Citroën U23 Team (2023)                  |
|                                              |                   |                  |                                               |
| Source : ProCyclingStats                     |                   |                  |                                               |

Victoires
| Victoires | Victoires                              | Victoires | Victoires | Victoires                 | Victoires |
| Date      | Course                                 | Pays      | Classe    | Vainqueur                 |           |
| --------- | -------------------------------------- | --------- | --------- | ------------------------- | --------- |
| 10 fév.   | 3e étape du Tour d'Oman                | Oman      | 2.Pro     | David Gaudu               |           |
| 1 mars    | Faun-Ardèche Classic                   | France    | 1.Pro     | Romain Grégoire           |           |
| 18 avr.   | Classic Grand Besançon Doubs           | France    | 1.1       | Guillaume Martin-Guyonnet |           |
| 19 avr.   | Tour du Jura                           | France    | 1.1       | Guillaume Martin-Guyonnet |           |
| 8 mai     | Boucles de l'Aulne                     | France    | 1.1       | Lewis Askey               |           |
| 15 mai    | 2e étape des Quatre Jours de Dunkerque | France    | 2.Pro     | Lewis Askey               |           |
| 29 mai    | Prologue des Boucles de la Mayenne     | France    | 2.Pro     | Thibaud Gruel             |           |
| 15 juin   | 1re étape du Tour de Suisse            | Suisse    | 2.UWT     | Romain Grégoire           |           |
| 21 juin   | 4e étape de La Route d'Occitanie       | France    | 2.1       | Thibaud Gruel             |           |
| 6 août    | 1re étape du Tour de l'Ain             | France    | 2.1       | Tom Donnenwirth           |           |

## Saisons précédentes
| - La Française des jeux en 2005 - La Française des jeux en 2006 - La Française des jeux en 2007 - La Française des jeux en 2008 - La Française des jeux en 2009 - FDJ en 2010 - FDJ en 2011 - FDJ-BigMat en 2012 - FDJ.fr en 2013 - FDJ.fr en 2014 | - FDJ en 2015 - FDJ en 2016 - FDJ en 2017 - Groupama-FDJ en 2018 - Groupama-FDJ en 2019 - Groupama-FDJ en 2020 - Groupama-FDJ en 2021 - Groupama-FDJ en 2022 - Groupama-FDJ en 2023 - Groupama-FDJ en 2024 |